# Douglas MacArthur
Pour les articles homonymes, voir General MacArthur.
Douglas MacArthur, né le 26 janvier 1880 à Little Rock en Arkansas et mort le 5 avril 1964 à Washington, DC, est un général américain et field marshal philippin. Il fut le chef d'état-major de l'armée américaine durant les années 1930 et joua un rôle prépondérant sur le théâtre Pacifique de la Seconde Guerre mondiale. Il reçut la Medal of Honor pour son service durant la campagne des Philippines. Il fait partie des cinq personnes ayant atteint le grade de général de l'Armée dans l'armée américaine et le seul à avoir été field marshall de l'armée des Philippines.
Douglas MacArthur est né dans une famille militaire de l'Arkansas. Son père, qui finit sa carrière comme major général, avait combattu durant la guerre de Sécession. Suivant la trace paternelle, Douglas étudia au Texas Military Institute dont il sortit major et à l'académie militaire de West Point où il fut également premier de promotion en 1903. Au cours de l'intervention américaine à Veracruz durant la révolution mexicaine, il mena une mission de reconnaissance pour laquelle il fut proposé pour la Medal of Honor. En 1917, il passa du grade de major à celui de colonel et devint le chef d'état-major de la 42e division d'infanterie. Il combattit sur le front de l'Ouest de la Première Guerre mondiale où il atteignit le grade de brigadier-général, fut à nouveau proposé pour la Medal of Honor et reçut deux Distinguished Service Cross et sept Silver Star.
De 1919 à 1922, MacArthur fut le superintendant de l'Académie militaire de West Point où il lança plusieurs réformes. En 1924, il fut déployé aux Philippines où il participa au règlement d'une mutinerie de l'armée philippine. En 1925, il devint le plus jeune major-général de l'armée des États-Unis. Il participa au jugement en cour martiale du brigadier-général Billy Mitchell et fut président du Comité olympique américain lors des Jeux olympiques d'été de 1928 à Amsterdam. En 1930, il devint le chef d'état-major de l'armée américaine, puis fut impliqué dans l'expulsion des protestataires de la Bonus Army à Washington en 1932 et dans l'organisation du Civilian Conservation Corps. Il quitta l'armée américaine en 1937 pour devenir conseiller militaire auprès du Commonwealth des Philippines.
À l'été 1941, MacArthur fut rappelé en service actif en tant que commandant de l'USAFFE. Les Philippines furent envahies par les Japonais en décembre 1941 et les forces américaines durent se replier à Bataan, où elles résistèrent jusqu'en mai 1942. En mars 1942, MacArthur, sa famille et son état-major quittèrent l'île de Corregidor à bord de PT boats et rallièrent l'Australie où il devint le commandant suprême des forces alliées dans le Pacifique sud-ouest. Il reçut la Medal of Honor pour sa défense des Philippines. Après plus de deux ans de combats dans le Pacifique, il réalisa sa promesse de revenir aux Philippines. Il accepta formellement la reddition japonaise le 2 septembre 1945 et il supervisa l'occupation du Japon de 1945 à 1951. En tant que dirigeant effectif du Japon, il organisa de profonds changements économiques, politiques et sociaux. Par la suite, l'Américain mena les forces des Nations unies durant la guerre de Corée de 1950 jusqu'au 11 avril 1951 lorsqu'il fut relevé de son commandement par le président Harry S. Truman. Il devint ensuite président du comité de direction de l'entreprise Remington Rand.

## Jeunesse
Douglas MacArthur est né le 26 janvier 1880 dans la caserne de Little Rock dans l'Arkansas. Il était le fils du capitaine Arthur MacArthur, Jr. qui avait reçu la Medal of Honor pour ses actions dans l'armée de l'Union durant la bataille de Missionary Ridge lors de la guerre de Sécession et de Mary Pinkney Hardy MacArthur (surnommée « Pinky »). Douglas MacArthur était le petit-fils du juriste et politicien Arthur MacArthur, Sr., un immigrant écossais qui était arrivé aux États-Unis en 1828. Pinky était issue d'une importante famille de Norfolk en Virginie. Deux de ses frères avaient combattu dans l'armée confédérée durant la guerre de Sécession et ils refusèrent d'assister à son mariage. Arthur et Pinky avaient trois fils : Arthur III né le 1er août 1876, Malcolm né le 17 octobre 1878 et Douglas qui était le cadet. Douglas vécut au gré des affectations de son père dans l'Ouest américain. Les conditions de vie étaient difficiles et Malcolm mourut de la rougeole en 1883. Dans ses mémoires, Reminiscences, MacArthur écrivit « J'ai appris à chevaucher et à tirer avant même de pouvoir lire ou écrire, en fait presque avant que je puisse marcher et parler » alors que son père était en affectation au fort Selden au Nouveau-Mexique.
La période sur la Frontière se termina en juillet 1889 lorsque la famille MacArthur déménagea à Washington, DC où Douglas étudia à la Force Public School. Son père fut affecté à San Antonio au Texas en septembre 1893. Douglas étudia à la West Texas Military Academy où il reçut une médaille d'or pour sa « scolarité et son attitude ». Il participa également à l'équipe de tennis de l'école, joua au poste de quart-arrière dans l'équipe de football américain et au poste d'arrêt-court dans celle de baseball. Il sortit major de sa promotion avec une moyenne annuelle de 97,33 sur 100. Le père et le grand-père de MacArthur tentèrent en vain d'obtenir une nomination présidentielle à l'Académie militaire de West Point pour Douglas, initialement auprès du président Grover Cleveland puis auprès de William McKinley. Après ces deux refus, il passa un examen pour être proposé par le congressiste Theobald Otjen et obtint la note de 99,3/100. Il écrivit plus tard : « C'est une leçon que je n'ai jamais oubliée. La préparation est la clé du succès et de la victoire ».
MacArthur entra à West Point le 13 juin 1899 et sa mère s'installa dans une suite du Craney's Hotel surplombant le terrain de l'académie. Le bizutage était alors courant à West Point et MacArthur et son camarade Ulysses S. Grant III furent victimes des cadets du sud en tant que fils de généraux du nord dont les mères vivaient à Craney's. Lorsque le cadet Oscar Booz quitta West Point après avoir été bizuté et mourut ensuite de la tuberculose, une commission d'enquête du Congrès fut mise en place. MacArthur se présenta devant un comité spécial du Congrès en 1901 où il témoigna contre les cadets impliqués dans le bizutage mais minimisa son propre bizutage même si les autres cadets avaient donné l'ensemble des faits au comité. Le Congrès décida d'interdire les actes de « nature tyrannique, abusive, honteuse, insultante ou humiliante » même si le bizutage se poursuivit. MacArthur fut un caporal de la Compagnie B sa seconde année, un premier sergent de la Compagnie A sa troisième année et premier capitaine sa dernière année. Toujours à West Point, il joua joueur de champ extérieur pour l'équipe de baseball. Au niveau académique, il obtint 2 424,12 des 2 470 points possibles, soit une note de 98,14/100, le troisième meilleur score de l'histoire de l'académie ; il arriva en tête de sa promotion de 93 élèves le 11 juin 1903. À l'époque, il était d'usage que les meilleurs cadets entrent dans le Corps du génie de l'armée des États-Unis et MacArthur devint sous-lieutenant dans cette branche.

## Officier subalterne

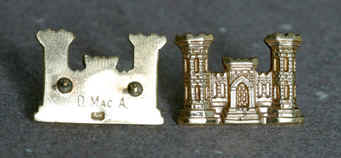
MacArthur a été ingénieur pendant les 14 premières années de sa carrière militaire. Il a reçu ces épinglettes de château en or en cadeau lors de l’obtention de son diplôme. Il a porté ces épinglettes avec lui pendant plus de 40 ans et, en 1945, il les a données au major-général Leif J. Sverdrup, qu’il pensait plus digne de les porter. Sverdrup les a donnés au chef des ingénieurs en 1975. Depuis lors, tous les chefs d’ingénierie ont porté les épinglettes de MacArthur.

MacArthur passa sa permission après-diplôme avec ses parents à Fort Mason en Californie où son père, maintenant major-général, servait en tant que commandant du département du Pacifique. Il rejoignit ensuite le 3e bataillon du génie qui partait pour les Philippines en octobre 1903. MacArthur fut envoyé à Iloilo où il supervisa la construction d'un quai à Camp Jossman. Il conduisit des études à Tacloban, Calbayog et à Cebu. En novembre 1903, alors qu'il travaillait à Guimaras, il fut attaqué par deux brigands philippins ; il les tua tous deux avec son pistolet. Il devint premier-lieutenant à Manille en avril 1904 puis rentra à San Francisco où il fut assigné à la California Debris Commission (en). En juillet 1905, il devint l'ingénieur en chef de la division du Pacifique.
En octobre 1904, MacArthur reçut l'ordre de se rendre à Tokyo pour être nommé aide-de-camp de son père. Ils inspectèrent les bases militaires japonaises de Nagasaki, Kobe et Kyoto puis se rendirent en Inde via Shanghai, Hong Kong, Java et Singapour avant d'arriver à Calcutta en janvier 1906. En Inde, ils visitèrent Madras, Tuticorin, Quetta, Karachi, la Frontière-du-Nord-Ouest et la passe de Khyber. Ils se rendirent ensuite en Chine via Bangkok et Saïgon et visitèrent Canton, Tsingtao, Pékin, Tientsin, Hankow et Shanghai avant de revenir au Japon en juin. Le mois suivant, ils retournèrent aux États-Unis où Arthur MacArthur reprit ses activités à Fort Mason avec Douglas restant son aide. En septembre, Douglas reçut l'ordre de se présenter devant le 2e bataillon du génie à Fort Lesley J. McNair près de Washington et s'engager dans l'école du génie. Alors qu'il s'y trouvait, il fut également « un aide pour assister aux fonctions de la Maison-Blanche » à la demande du président Theodore Roosevelt.
En août 1907, MacArthur fut envoyé au district du génie de Milwaukee où ses parents se trouvaient à présent. En avril 1908, il fut affecté à Fort Leavenworth dans le Kansas où il reçut son premier commandement à la tête du 3e bataillon du génie. Il devint officier-adjoint du bataillon en 1909 puis officier ingénieur de Fort Leavenworth en 1910. MacArthur fut promu capitaine en février 1911 et fut nommé à la tête du département du génie militaire et de la Field Engineer School. Il participa à des exercices à San Antonio au Texas en 1911 et servit au Panama en janvier et février 1912. La mort soudaine de leur père, alors lieutenant-général, le 5 septembre 1912 poussa Douglas et son frère Arthur à se rendre à Milwaukee pour s'occuper de leur mère dont la santé s'était dégradée. MacArthur sollicita un transfert à Washington pour que sa mère soit à proximité de l'hôpital Johns-Hopkins. Le chef d'état-major de l'armée, le major-général Leonard Wood étudia la question avec le secrétaire à la Guerre Henry L. Stimson, qui organisa la mutation de MacArthur au bureau du chef d'état-major de l'armée en 1912.

## Expédition de Veracruz
Le 21 avril 1914, le président Woodrow Wilson ordonna l'occupation de Veracruz au Mexique pour empêcher une livraison d'armes dans le cadre de la révolution mexicaine. Un état-major fut envoyé sur place avec MacArthur qui arriva le 1er juin. Il réalisa que les besoins logistiques pour une avancée depuis Veracruz imposeraient l'utilisation des chemins de fer. Ayant trouvé de nombreux wagons à Veracruz mais aucune locomotive, MacArthur voulut vérifier l'information selon laquelle plusieurs locomotives se trouveraient à Alvarado. Pour 150 $ en or, il acheta une draisine à bras et les services de trois Mexicains. MacArthur et son groupe découvrirent cinq engins à Alvarado, deux étaient de simples locotracteurs mais les trois autres locomotives étaient exactement ce qu'ils recherchaient. Lors du retour à Veracruz, ils furent attaqués par cinq hommes armés. Ces derniers furent distancés à l'exception de deux hommes armés que MacArthur abattit. Peu après, le groupe fut attaqué par environ quinze cavaliers. MacArthur reçut trois balles dans ses vêtements mais ne fut pas blessé. L'un de ses compagnons fut légèrement blessé avant que les cavaliers ne se replient après que MacArthur eut tué quatre d'entre eux. Ils furent attaqués une troisième fois par trois cavaliers. Il parvint à les distancer grâce à leur draisine à l'exception d'un des assaillants. MacArthur le tua ainsi que sa monture et le groupe dut retirer la carcasse du cheval des rails avant de continuer.
Un officier écrivit à Wood pour recommander MacArthur à la Medal of Honor. Wood proposa son nom et le chef d'état-major de l'armée Hugh L. Scott organisa un comité pour évaluer les mérites de MacArthur. Le comité s'interrogea sur l'« opportunité de cette entreprise ayant été effectuée à l'insu du général commandant sur le terrain ». Le brigadier-général Frederick Funston, lui-même un récipiendaire de la Medal of Honor, considérait que son attribution à MacArthur était « entièrement appropriée et justifiée ». Le comité craignait cependant que « conférer la récompense puisse encourager les autres officiers, dans des conditions similaires, à ignorer le commandant local et à éventuellement interférer avec les plans de ce dernier » ; en conséquence, MacArthur ne reçut aucune récompense.

## Première Guerre mondiale

### DivisionRainbow

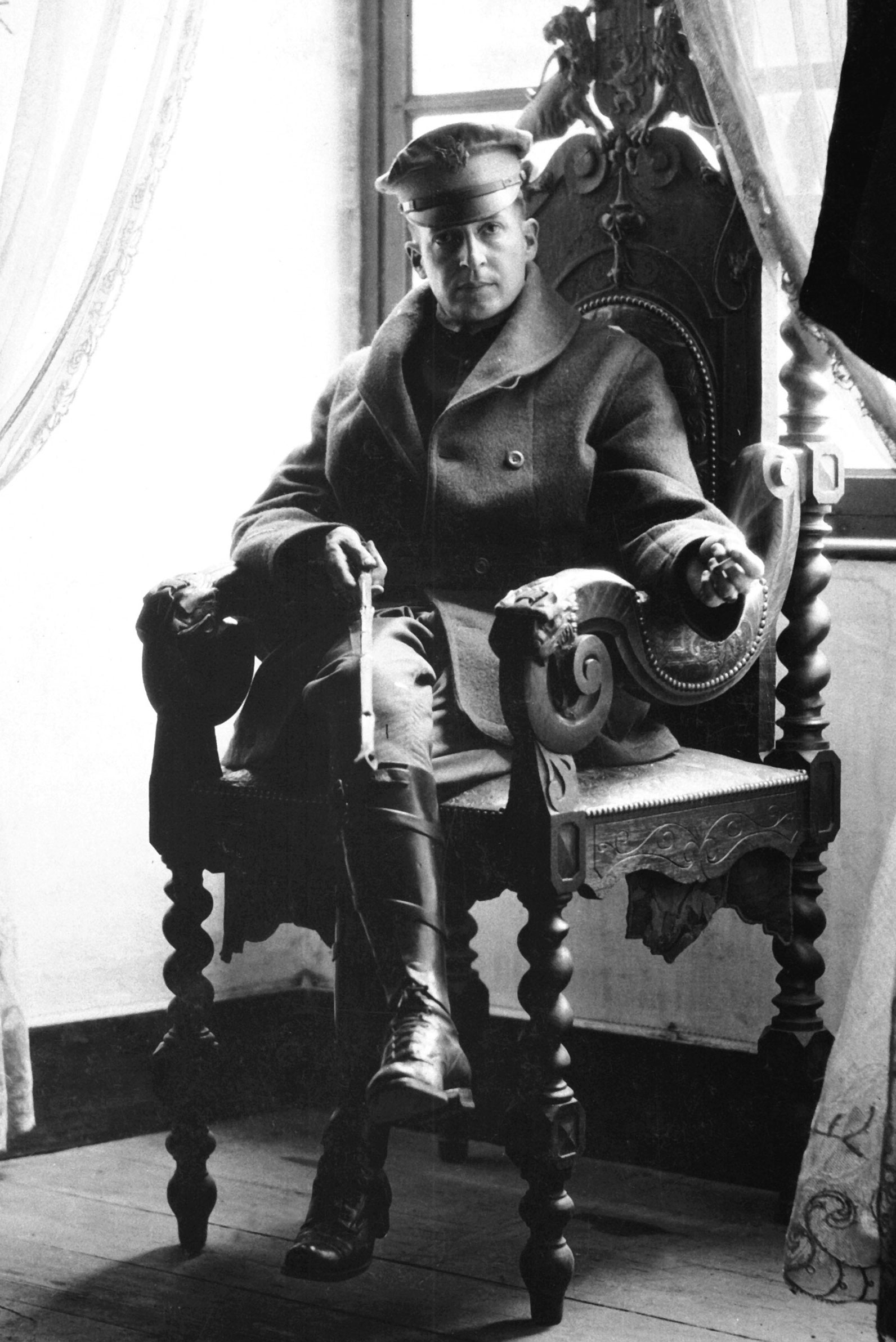
Le brigadier-général MacArthur tient une cravache dans le château de Saint-Benoît-en-Woëvre, septembre 1918.

MacArthur retourna au département de la Guerre où il fut promu major le 11 décembre 1915. En juin 1916, il fut assigné à la direction du Bureau de l'Information au bureau du secrétaire à la Guerre. MacArthur a depuis été considéré comme le premier attaché de presse de l'armée. À la suite de la déclaration de guerre contre l'Allemagne le 6 avril 1917, le secrétaire à la Guerre Newton D. Baker et MacArthur obtinrent du président Wilson qu'il envoie des unités de la Garde nationale en Europe. MacArthur suggéra d'envoyer une première division composée d'unités de différents États pour ne pas donner l'impression de favoriser un État en particulier. Baker approuva la création de la formation qui devint la 42e division Rainbow (« Arc-en-ciel ») et nomma le major-général William Abram Mann, le chef du Bureau de la Garde nationale, à sa tête avec MacArthur comme son chef d'état-major avec le grade de colonel. À la demande de MacArthur, cette commission se fit dans l'infanterie et non le génie.
La 42e division fut assemblée en août et septembre 1917 à Camp Mills à New York où son entrainement mit l'accent sur le combat en terrain découvert plutôt que sur la guerre de tranchées. Elle embarqua à Hoboken dans le New Jersey le 18 octobre 1917 à bord du transport de troupes USS Covington. Le 19 décembre, Mann fut remplacé à la tête de la division par le major-général Charles T. Menoher.

### Seconde bataille de la Marne
La 42e division monta au front dans le secteur assez calme de Lunéville en février 1918. Le 26 février, MacArthur et le capitaine Thomas Handy accompagnèrent un raid français (en) au cours duquel MacArthur participa à la capture de plusieurs soldats allemands. Le commandant du 7e corps d'armée français, le général de division Georges de Bazelaire décora MacArthur de la croix de guerre. Menoher recommanda MacArthur pour une Silver Star qu'il reçut par la suite. La médaille de la Silver Star ne fut pas créée avant le 8 août 1932 mais de petites étoiles en argent étaient autorisées sur les rubans de ceux récompensés pour leur bravoure à la manière des citations militaires britanniques. Le 9 mars, la 42e division lança trois raids de sa propre initiative contre les tranchées allemandes du saillant du Feys. MacArthur accompagna une compagnie du 168e régiment d'infanterie. Cette fois-ci, son commandement fut récompensé par une Distinguished Service Cross. Quelques jours plus tard, MacArthur, qui était strict sur le fait que ses hommes emportent leur masque anti-gaz mais négligeait souvent de prendre le sien, fut gazé. Il récupéra suffisamment vite pour pouvoir accueillir le secrétaire Baker qui était arrivé dans la zone le 19 mars.
MacArthur fut promu brigadier-général le 26 juin. À la fin du mois de juin, la 42e division fut transférée à Châlons-en-Champagne pour affronter l'imminente opération Michael allemande. Le général d'armée Henri Gouraud de la 4e armée française choisit de mettre en place une défense en profondeur en maintenant une ligne de front aussi fine que possible et en recevant l'attaque allemande sur sa seconde ligne de défense. Le plan fonctionna et MacArthur reçut une seconde Silver Star. La 42e division participa à la contre-attaque alliée et MacArthur reçut une troisième Silver Star le 29 juillet. Deux jours plus tard, Menoher releva le brigadier-général Robert A. Brown de son commandement de la 84e brigade d'infanterie et le remplaça par MacArthur. Ayant reçu des rapports selon lesquels l'ennemi se serait replié, MacArthur monta au front le 2 août pour voir par lui-même. Il écrivit plus tard :

« Il était 3 h 30 du matin quand j'ai commencé sur notre droite à Sergy. Courant de chaque avant-poste au suivant en passant par ce qui était le no man's land, je n'oublierai jamais cette sortie. Les morts étaient si nombreux que nous trébuchions. Il devait y avoir au moins 2 000 de ces corps éparpillés. J'ai identifié les insignes de six des meilleures divisions allemandes. La puanteur était suffocante. Pas un arbre n'était debout. Les gémissements et les cris des hommes blessés retentissaient de partout. Les balles des tireurs d'élite sifflaient comme le bourdonnement d'une ruche d'abeilles en colère. Les explosions des obus entrainaient toujours un juron énervé de mon guide. J'ai compté près d'une centaine de canons détruits de diverses tailles et au moins plusieurs fois ce nombre de mitrailleuses abandonnées. »

MacArthur rapporta à Menoher et au lieutenant-général Hunter Liggett que les Allemands s'étaient effectivement retirés et il reçut une quatrième Silver Star. Il reçut également une seconde croix de guerre et fut fait commandeur de la Légion d'honneur.

### Bataille de Saint-Mihiel et offensive Meuse-Argonne
La 42e division gagna quelques semaines de permission avant de retourner sur le front pour la bataille de Saint-Mihiel le 12 septembre. Les Alliés avancèrent rapidement et MacArthur gagna une cinquième Silver Star pour son commandement de la 84e brigade d'infanterie. Sa participation à un raid dans la nuit du 25 au 26 septembre lui valut une sixième Silver Star. La 42e division fut relevée dans la nuit du 30 septembre et envoyée dans l'Argonne pour relever la 1re division d'infanterie dans la nuit du 11 octobre. Lors d'une reconnaissance le lendemain, MacArthur fut à nouveau gazé et reçut un second Wound Chevron.
La participation de la 42e division lors de l'offensive Meuse-Argonne commença le 14 octobre lorsqu'elle attaqua avec deux brigades. Dans la soirée, une conférence fut organisée pour discuter de l'attaque au cours de laquelle le général Charles P. Summerall (en) demanda que Châtillon soit prise le lendemain avant 18 heures. Une photographie aérienne montrait un vide dans le réseau de barbelés allemand au nord-est de Châtillon. Le lieutenant-colonel Walter E. Bare, commandant du 167e régiment d'infanterie, proposa une attaque soutenue par des tirs de mitrailleuses dans cette direction où les défenses semblaient moins puissantes ; MacArthur accepta le plan Il fut blessé alors qu'il vérifiait l'existence de ce vide dans le réseau de barbelés.
Summerall proposa MacArthur pour la Medal of Honor et une promotion au grade de major-général mais il ne reçut ni l'un ni l'autre ; à la place il gagna une seconde Distinguished Service Cross. La 42e division retourna sur le front pour la dernière fois dans la nuit du 4 au 5 novembre 1918. Dans l'avancée finale sur Sedan, elle fut impliquée dans ce que MacArthur considéra comme « ayant failli être l'une des plus grandes tragédies de l'histoire américaine ». Un ordre demandant de ne plus considérer les frontières entre unités mena les formations à entrer dans les zones des autres. Dans le chaos qui en découla, MacArthur fut fait prisonnier par des hommes de la 1re division qui le prirent pour un général allemand. Sa performance dans l'attaque sur les hauteurs de la Meuse lui valurent une septième Silver Star. Le 10 novembre, la veille de l'armistice qui mit fin aux combats, MacArthur fut nommé commandant de la 42e division. En récompense de son service en tant que chef d'état-major et commandant de la 84e brigade d'infanterie, il reçut l'Army Distinguished Service Medal.
Son commandement fut bref car le 22 novembre, lui, comme d'autres brigadier-généraux, fut remplacé et il retourna à la tête de la 84e brigade d'infanterie. La 42e division fut choisie pour participer à l'occupation de la Rhénanie et fut stationnée dans l'arrondissement d'Ahrweiler. En avril 1919, l'unité prit le train pour Saint-Nazaire et Brest où elle embarqua à bord de navires pour retourner aux États-Unis. MacArthur voyagea à bord du paquebot SS Leviathan qui arriva à New York le 25 avril 1919.

## Entre-deux-guerres

### Superintendant de l'académie militaire de West Point
En 1919, MacArthur devint le superintendant de l'Académie militaire à West Point que le chef d'état-major Peyton March considérait comme dépassée sur de nombreux points et nécessitait de profondes réformes. Accepter le poste permit à MacArthur de conserver son grade de brigadier-général au lieu de redevenir major comme la plupart de ses contemporains. Lorsque MacArthur déménagea dans la maison du superintendant avec sa mère en juin 1919, il devint le plus jeune superintendant depuis Sylvanus Thayer (en) en 1817. Cependant, alors que Thayer avait dû faire face à l'opposition venant de l'extérieur de l'armée, MacArthur devait surmonter la résistance des cadets et des membres de l'Académie.

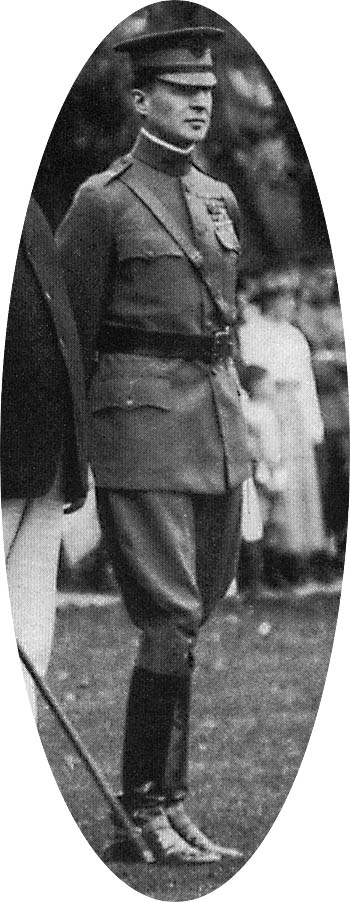
MacArthur en tant que superintendant de West Point.

La vision de MacArthur de ce qui était demandé d'un officier ne venait pas seulement de sa récente expérience du combat en France mais aussi de celle de l'occupation de la Rhénanie en Allemagne. Le gouvernement militaire de la région avait demandé à l'armée de gérer les problèmes politiques, économiques et sociaux et il avait vu que les diplômés étaient complémentent inexpérimentés en dehors du domaine militaire. Durant la guerre, West Point avait été réduit à une école pour élève-officier avec cinq promotions diplômées en deux ans. Le moral des cadets et de l'encadrement était faible et le bizutage avait atteint un « niveau inégalé de méchanceté ». Le premier changement de MacArthur s'avéra être le plus simple. Le Congrès avait fixé la durée du cursus à trois ans mais MacArthur parvint à restaurer le programme sur quatre ans.
Durant le débat sur la durée du cursus, le New York Times souleva la question de la nature recluse et antidémocratique de la vie étudiante à West Point. Suivant l'exemple de l'université Harvard en 1869, les universités civiles avaient commencé à évaluer les élèves uniquement suivant leurs performances académiques mais West Point avait conservé l'ancien concept éducatif d'« homme complet ». MacArthur chercha à moderniser le système en intégrant l'allure, le commandement, l'efficacité et les performances athlétiques dans le concept de caractère militaire. Il formalisa le code d'honneur des cadets jusqu'alors non écrit en 1922 lorsqu'il forma le comité d'honneur des cadets pour enquêter sur les supposées violations du code. Élu par les cadets eux-mêmes, il n'avait aucun pouvoir de sanction mais agissait comme une sorte de grand jury rapportant les infractions au commandant. MacArthur tenta de mettre un terme au bizutage en faisant entraîner les plébéiens par des officiers plutôt que par des personnes des classes supérieures.
Au lieu du traditionnel camp d'été à Fort Clinton, MacArthur fit entraîner les cadets à l'utilisation d'armes modernes avec des sergents d'active du Fort Dix dans le New Jersey et ils devaient marcher les 180 km jusqu'à West Point avec leur paquetage. Il tenta de moderniser l'enseignement en ajoutant des cours d'arts libéraux, d'administration et d'économie mais il rencontra une forte opposition de la part du comité académique. Dans les cours militaires, l'étude des campagnes de la guerre de Sécession fut remplacée par celles de la Première Guerre mondiale. Dans les cours d'histoire, l'accent fut mis sur l'Extrême-Orient. MacArthur élargit le programme sportif en augmentant le nombre de compétitions au sein de l'établissement et en imposant à tous les cadets de participer. Il autorisa les cadets de dernière année à quitter l'Académie lors de permissions et approuva la parution d'un journal étudiant, The Brag, précurseur de l'actuel West Pointer. Il autorisa également les cadets à voyager pour assister aux matchs de leur équipe de football et leur accorda une indemnité de 5 $ par mois. Les professeurs et les élèves protestèrent ensemble contre ces changements radicaux. La plupart des réformes de MacArthur à West Point furent rapidement abandonnées mais au cours des années qui suivirent, ses idées furent acceptées et ses innovations furent lentement réintroduites.

### Plus jeune major-général de l'armée
MacArthur commença à avoir une aventure avec la mondaine et héritière multimillionnaire Louise Cromwell Brooks. Selon les rumeurs, le général John J. Pershing, qui était amoureux de Louise, aurait exilé MacArthur aux Philippines. Cela fut démenti par Pershing comme étant de « folles fadaises ». MacArthur épousa Louise le 14 février 1922 dans la résidence de sa famille à Palm Beach en Floride. En octobre 1922, MacArthur quitta West Point pour prendre le commandement du district militaire de Manille aux Philippines.
Les îles étaient à présent pacifiées et à la suite du traité naval de Washington, la garnison était en cours de réduction. L'amitié de MacArthur avec des Philippins comme l'indépendantiste Manuel L. Quezon offusqua certaines personnes. Il concéda plus tard que la « vieille idée d'exploitation coloniale avait encore ses fervents partisans ». En février et en mars 1923, MacArthur rentra à Washington pour voir sa mère qui souffrait du cœur. Elle récupéra mais ce fut la dernière fois qu'il vit son frère qui mourut soudainement d'une péritonite en décembre 1923. En juin 1923, MacArthur prit le commandement de la 23e brigade d'infanterie de la division Philippines. Le 7 juin 1924, il fut informé d'une mutinerie ayant éclaté au sein des éclaireurs philippins au sujet des salaires. Il y eut plus 200 arrestations et certains craignirent une insurrection. MacArthur parvint à calmer la situation mais ses efforts pour améliorer les salaires des troupes philippines furent contrariés par les difficultés économiques et les tensions raciales. Le 17 janvier 1925, il devint le plus jeune major-général de l'armée à l'âge de 44 ans.
De retour aux États-Unis, MacArthur prit le commandement de la IVe Corps Area basée à Fort McPherson à Atlanta en Géorgie le 2 mai 1925. Il fut cependant victime des préjugés sudistes à l'encontre du fils d'un officier de l'armée de l'Union et demanda à être relevé. Quelques mois plus tard, il prit le commandement de la IIIe Corps Area basée à Fort McHenry à Baltimore dans le Maryland ce qui permit à MacArthur et à Louise d'habiter dans sa propriété près de Garrison. Cependant, ce déménagement mena à ce qu'il décrivit plus tard comme l'« un des ordres les plus désagréables qu'il ait jamais reçus » : devoir siéger dans le procès en cour martiale pour insubordination du brigadier-général Billy Mitchell. MacArthur était le plus jeune des treize juges dont aucun n'avait d'expérience en aviation et trois d'entre eux, dont Summerall, le président du tribunal, furent retirés lorsque la plaidoirie de la défense révéla des partis pris contre Mitchell. Malgré les affirmations de MacArthur selon lesquelles il avait voté pour son acquittement, Mitchell fut reconnu coupable et suspendu de ses fonctions. MacArthur sentit qu'un « officier supérieur ne devrait pas être réduit au silence à cause d'un désaccord avec ses supérieurs et la doctrine en vigueur ».
En 1927, MacArthur et Louise se séparèrent et elle déménagea à New York. En août de la même année, William C. Prout, le président du comité national olympique, mourut soudainement et le comité élit MacArthur à sa présidence. Sa tâche principale était de préparer l'équipe américaine pour les Jeux olympiques d'été à Amsterdam. À son retour aux États-Unis, il reçut l'ordre de prendre le commandement du département des Philippines. En 1929, alors qu'il se trouvait à Manille, Louise obtint le divorce sous le motif de « négligence ». Considérant la grande richesse de Louise, l'historien William Manchester décrivit cette fiction judiciaire comme « absurde ».

### Chef d'état-major de l'armée
En 1930, MacArthur était encore, à 50 ans, le plus jeune et le plus connu major-général de l'armée américaine. Il quitta les Philippines le 19 septembre 1930 et resta quelque temps au commandement de la IX Corps Area à San Francisco. Le 21 novembre, MacArthur devint chef d'état-major de l'armée américaine avec le grade de général. Le début de la Grande Dépression força le Congrès à réaliser des coupes dans les dépenses militaires. 53 bases furent fermées mais MacArthur parvint à empêcher la réduction du nombre d'officiers de 12 000 à 10 000. Ses missions incluaient le développement de nouveaux plans de mobilisation. Il regroupa les neuf Corps Area en quatre armées chargées de l'entraînement et de la défense du territoire. Il négocia également un accord avec le chef des opérations navales, l'amiral William V. Pratt. Il s'agissait du premier d'une série d'accords interarmes signés dans la décennie suivante qui définirent les responsabilités de chaque commandement au sujet de l'aviation. Les défenses anti-aériennes côtières furent par exemple placées sous la responsabilité de l'armée de terre. En mars 1935, MacArthur créa l'United States Army Air Corps commandé par le major-général Frank M. Andrews pour donner une certaine autonomie à l'aviation jusqu'à présent une branche de l'armée de terre.

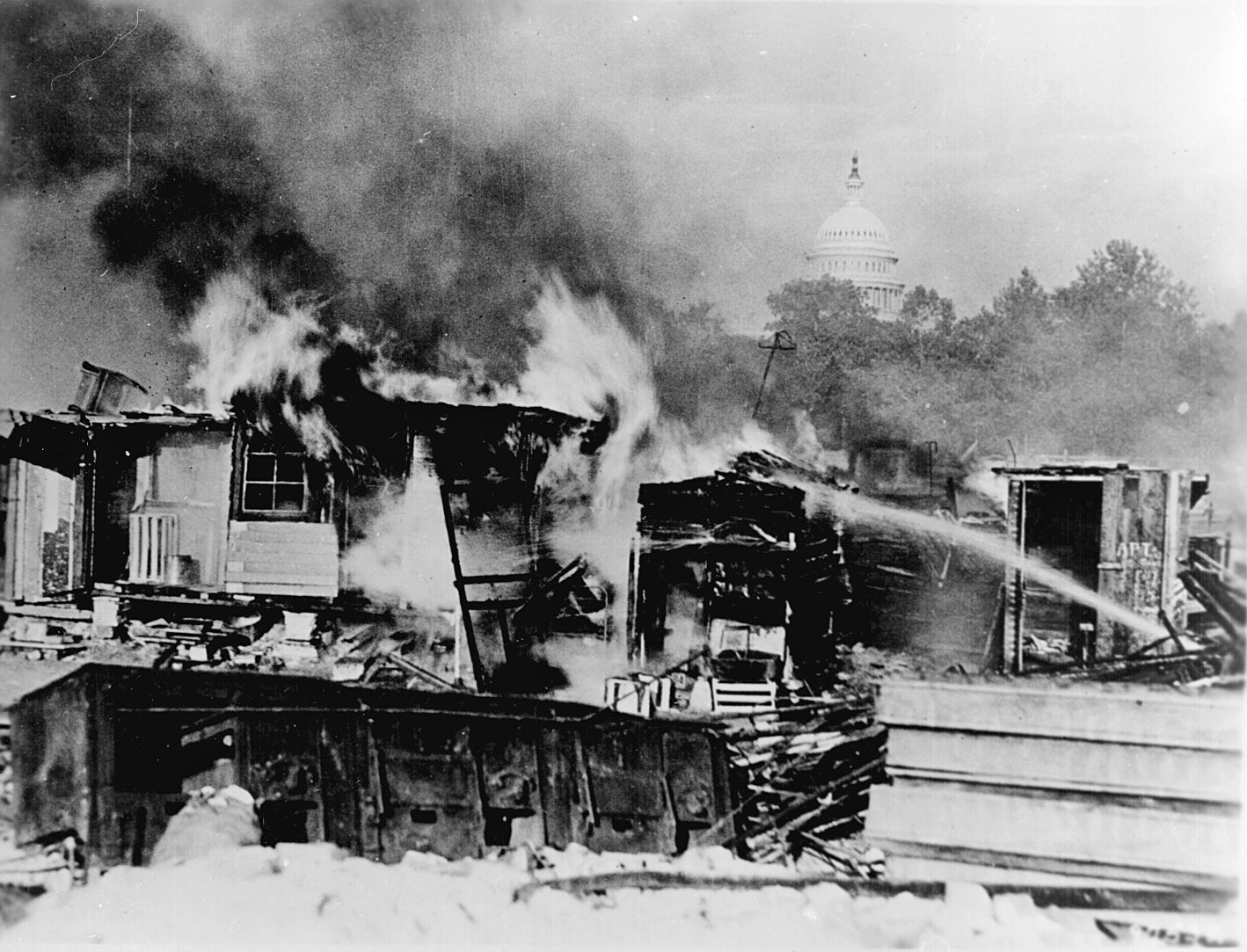
Une cabane installée par les vétérans d'Anacostia est en feu après les affrontements avec l'armée.

En 1932, MacArthur dut prendre l'une des décisions les plus controversées de sa carrière lorsque les membres de la Bonus Army convergèrent sur Washington. Ces derniers étaient des vétérans de la Première Guerre mondiale qui demandaient une augmentation de leur pension pour faire face aux difficultés économiques provoquées par la Grande Dépression. MacArthur craignait que la manifestation ne soit prise en main par les communistes et les pacifistes mais ses services de renseignements indiquèrent que seuls 3 des 26 dirigeants clés du mouvement étaient communistes. MacArthur prépara des plans d'urgence dans le cas d'une insurrection dans la capitale. Des unités mécanisées furent redéployées de Fort Myer où des entraînements anti-émeutes étaient conduits. Le 28 juillet 1932, un affrontement entre la police et les manifestants entraîna la mort par balles de deux personnes. Le président Herbert Hoover ordonna à MacArthur d'« encercler la zone concernée et de la nettoyer sans délai ». MacArthur rassembla des troupes et des chars et, contre l'avis du major Dwight D. Eisenhower, décida d'accompagner les troupes même s'il n'était pas responsable de l'opération. Les soldats avancèrent avec les baïonnettes et les sabres sortis sous une pluie de pierres et de briques mais sans tirer de coup de feu. En moins de quatre heures, le terrain occupé par la Bonus Army fut dégagé avec l'aide de gaz lacrymogènes. Les cartouches de gaz provoquèrent des incendies et un adolescent de 12 ans fut asphyxié. Si elle avait été moins violente que d'autres opérations anti-émeute, la dispersion de la Bonus Army fut un désastre du point de vue des relations publiques.

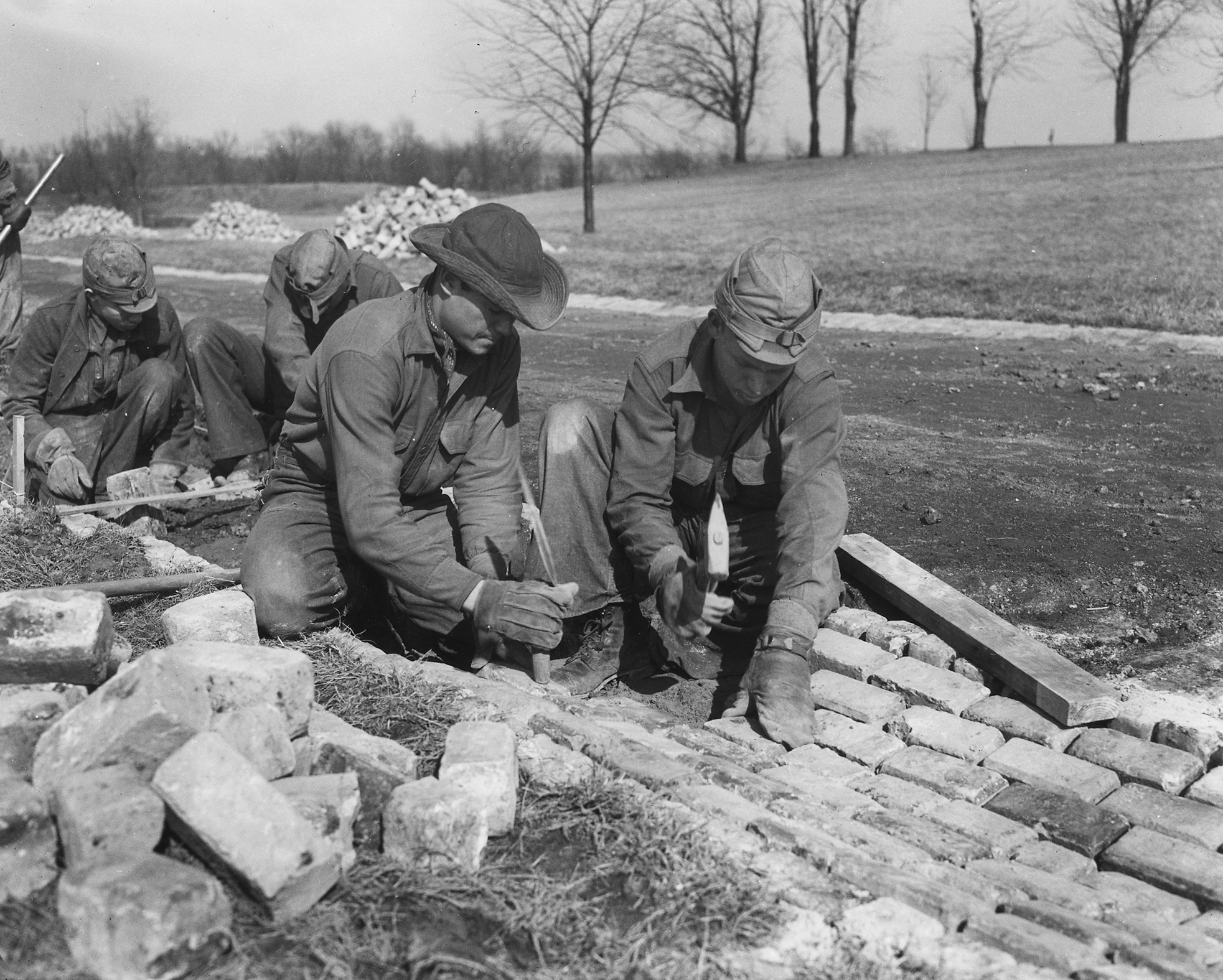
Ouvriers du CCC construisant une route.

En 1934, MacArthur attaqua les journalistes Drew Pearson et Robert S. Allen en diffamation après qu'ils eurent décrit le traitement des manifestants comme « infondé, inutile, insubordonné, violent et brutal ». En réponse, ils menacèrent de faire témoigner Isabel Rosario Cooper. MacArthur avait rencontré Isabel alors qu'il se trouvait aux Philippines et elle était devenue sa maîtresse. Craignant que la liaison ne soit révélée au grand public, MacArthur retira sa plainte et paya secrètement 15 000 $ à Pearson.
Le président Hoover fut battu lors de l'élection de 1932 par Franklin D. Roosevelt. MacArthur et Roosevelt avaient travaillé ensemble avant la Première Guerre mondiale et ils étaient restés amis, malgré leurs différences politiques. MacArthur défendit le New Deal, et fit participer l'armée aux activités du Civilian Conservation Corps (CCC). Il décentralisa l'administration des opérations aux Corps Areas et cela joua un grand rôle dans le succès du programme. Malgré ses critiques publiques du pacifisme et de l'isolationnisme et son soutien à une armée forte qui le rendirent impopulaire, le président prolongea le mandat de MacArthur au poste de chef d'état-major. MacArthur arriva à la fin de son terme à cette fonction en octobre 1935 et il reçut une seconde Distinguished Service Medal pour sa performance. Deux Purple Hearts lui furent attribuées rétroactivement pour son service durant la Première Guerre mondiale ; MacArthur avait recréé cette récompense en 1932.

### Field Marshalde l'armée des Philippines
Lorsque le Commonwealth des Philippines obtint un statut de semi-indépendance en 1935, le président des Philippines Manuel L. Quezon demanda à MacArthur de superviser la création d'une armée. Quezon et MacArthur étaient de proches amis depuis que le père de ce dernier avait été gouverneur-général des Philippines 35 ans plus tôt. Avec l'approbation du président Roosevelt, MacArthur accepta la fonction. Il fut accepté que MacArthur reçoive un salaire, une indemnité et le rang de field marshal de la part du Commonwealth en plus de son salaire de major-général en tant que conseiller militaire. Cela fut son cinquième voyage en Extrême-Orient. MacArthur quitta San Francisco à bord du SS President Hoover en octobre 1935 avec sa mère et sa belle-sœur. MacArthur fut également accompagné de son aide-de-camp de longue date, le capitaine Thomas J. Davis, ainsi que du major Dwight D. Eisenhower et du major James B. Ord, un ami d'Eisenhower en tant qu'assistants. À bord du navire se trouvait également Jean Marie Faircloth, une mondaine célibataire de 37 ans. Au cours des deux années qui suivirent, ils furent fréquemment vus ensemble. La mère de MacArthur tomba gravement malade durant la traversée et mourut à Manille le 3 décembre 1935.

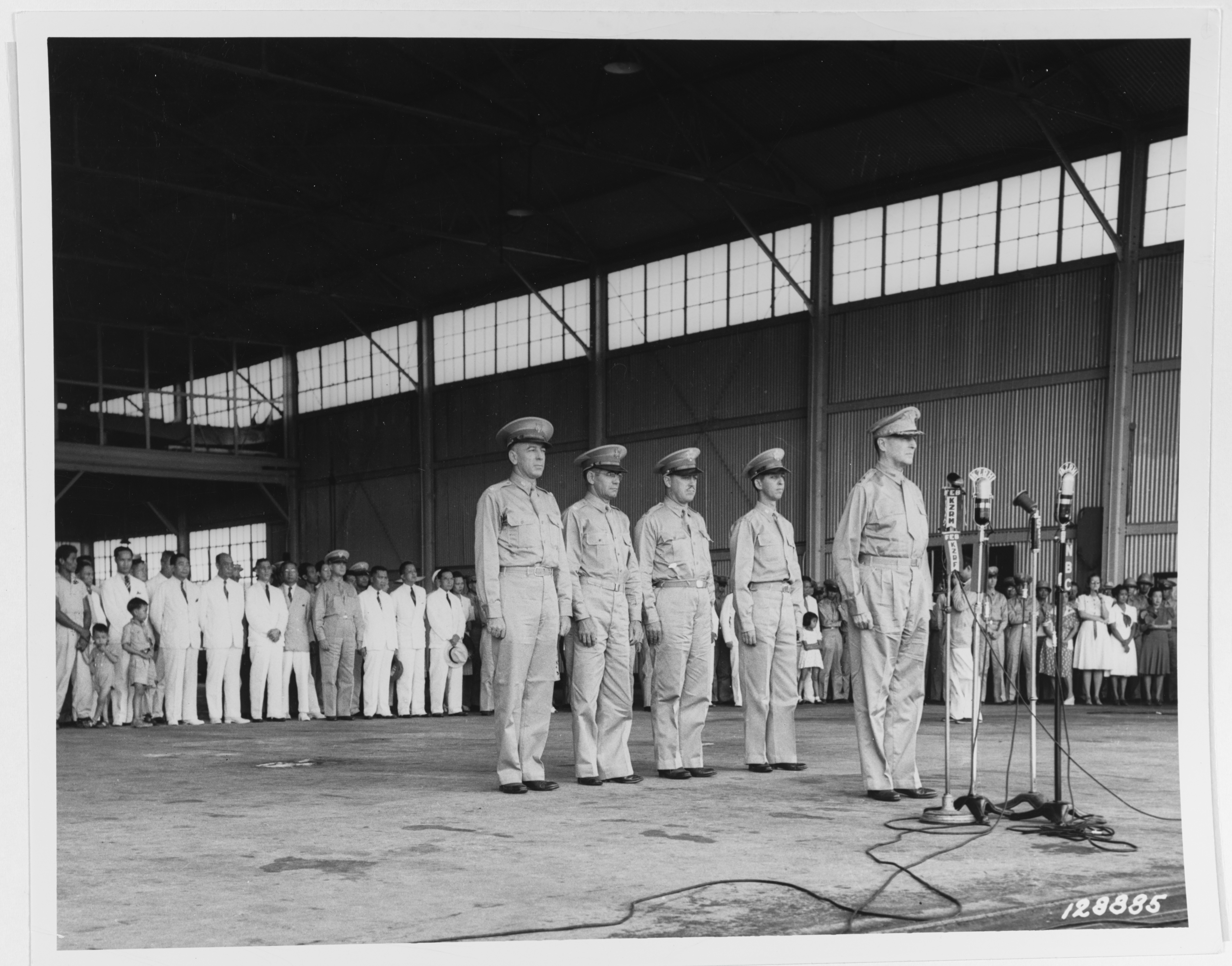
Cérémonie au Camp Murphy le 15 août 1941 pour marquer l'incorporation du Philippine Army Air Corps. Derrière MacArthur se trouvent de gauche à droite, le lieutenant-colonel Richard K. Sutherland, le colonel Harold H. George, le lieutenant-colonel William F. Marquat et le major LeGrande A. Diller.

Le président Quezon confia officiellement le titre de field marshal à MacArthur lors d'une cérémonie au palais de Malacañan le 24 août 1936 et lui offrit un bâton de maréchal en or et un uniforme unique. L'armée des Philippines était formée par une conscription universelle. L'entraînement devait être mené dans un cadre professionnel et l'Académie militaire des Philippines fut créée sur le modèle de West Point pour former ses officiers. MacArthur et Eisenhower découvrirent que seuls quelques camps avaient été construits et que le premier groupe de 20 000 recrues ne serait pas formé avant le début de l'année 1937. L'équipement et les armes étaient des rebuts de l'armée américaine « plus ou moins obsolètes » et le budget de 6 millions de dollars était largement insuffisant. Les demandes d'équipements de MacArthur furent ignorées même si MacArthur et son conseiller naval, le lieutenant-colonel Sidney L. Huff persuadèrent la marine de lancer le développement du PT boat. Beaucoup d'espoirs furent placés dans l'armée de l'air des Philippines mais le premier escadron ne fut pas formé avant 1939.
MacArthur épousa Jean Faircloth lors d'une cérémonie civile le 30 avril 1937. Ils eurent un fils, Arthur MacArthur IV, né à Manille le 21 février 1938. Le 31 décembre 1937, MacArthur prit officiellement sa retraite de l'armée. Il cessa de représenter les États-Unis comme conseiller militaire du gouvernement mais il resta le conseiller de Quezon sur les affaires militaires en tant que civil. Eisenhower rentra aux États-Unis en 1939 et fut remplacé en tant que chef d'état-major de MacArthur par le lieutenant-colonel Richard K. Sutherland tandis que Richard J. Marshall devenait son assistant.

## Seconde Guerre mondiale

### Campagne des Philippines (1941–1942)

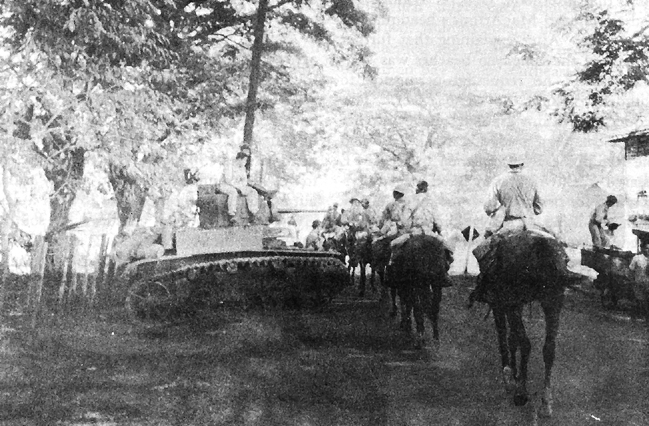
Des soldats philippins du 26e de cavalerie progressent vers Pozorrubio et passent à côté d'un char M3 Stuart.

Le 26 juillet 1941, Roosevelt fédéralisa l'armée des Philippines, rappela MacArthur en service actif dans l'US Army en tant que major-général et le nomma commandant des forces armées américaines en Extrême-Orient (USAFFE). MacArthur fut promu lieutenant-général le lendemain puis général le 20 décembre. Au même moment, Sutherland fut promu major-général tandis que Marshall, Spencer B. Akin et Hugh J. Casey devinrent tous brigadiers-généraux. Le 31 juillet 1941, le département des Philippines disposait de 22 000 soldats dont 12 000 Philippins. La principale unité était la division Philippines sous le commandement du major-général Jonathan M. Wainwright.
Entre juillet et décembre 1941, la garnison reçut 8 500 soldats en renfort. Après des années de parcimonie, de nombreux équipements militaires furent envoyés dans l'archipel. En novembre, 1 100 000 t d'équipements destinés aux Philippines s'étaient accumulés dans les ports et les dépôts américains en attendant leur transport. La station d'écoute de la marine dans l'archipel, appelée station CAST, disposait d'une machine de déchiffrement Purple ultrasecrète qui pouvait décrypter les messages diplomatiques japonais et une partie des messages chiffrés avec le code naval JN-25. La station transférait l'ensemble des informations à MacArthur via Sutherland, le seul officier de l'état-major à les voir.
Le 8 décembre 1941 à 3 h 30 heure locale (environ 9 h le 7 décembre à Hawaii), Sutherland apprit l'attaque de Pearl Harbor et en informa MacArthur. À 5 h 30, le chef d'état-major de l'armée, le général George Marshall, ordonna à MacArthur d'exécuter le plan de guerre existant, appelé plan orange, destiné à affronter une attaque de l'empire du Japon. MacArthur ne fit rien. À trois occasions, le commandant de la Far East Air Force (« Armée de l'Air d'Extrême-Orient »), le major-général Lewis H. Brereton, demanda l'autorisation d'attaquer les bases japonaises à Formose en application du plan orange mais l'opération fut rejetée par Sutherland. À 11 h, Brereton en parla avec MacArthur qui approuva l'attaque. MacArthur nia plus tard avoir eu cette conversation. Avant que les appareils ne soient envoyés, à 12 h 30, des avions de l'aéronavale japonaise attaquèrent par surprise les bases aériennes de Clark Field et de Iba Field. La Far East Air Force perdit 18 de ses 35 B-17, 53 de ses 107 P-40 et plus de 25 autres appareils. La plupart des avions furent détruits au sol et les installations furent sévèrement endommagées. Il y eut 80 tués et 150 blessés. Ce qui restait de la Far East Air Force fut détruit dans les jours qui suivirent.

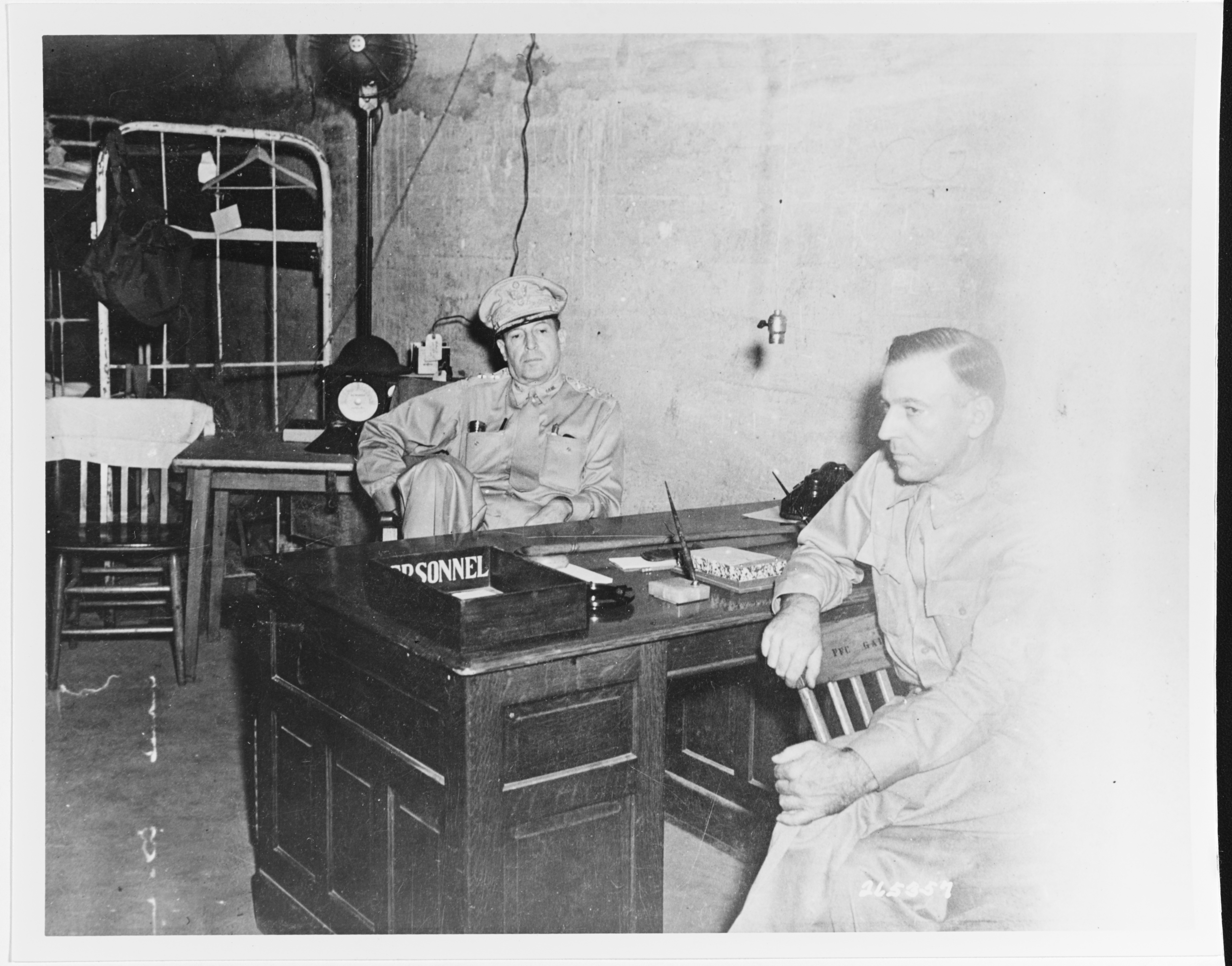
MacArthur (au centre) avec son chef d'état-major, le major-général Richard K. Sutherland, dans le tunnel de Malintla sur l'île de Corregidor, 1er mars 1942.

Les plans de défenses supposaient que l'on ne pourrait pas empêcher les Japonais de débarquer à Luçon et prévoyaient l'abandon de Manille par les troupes américaines et philippines qui se replieraient avec leurs équipements dans la péninsule de Bataan. MacArthur espérait néanmoins ralentir l'avancée japonaise en tentant de repousser les débarquements japonais. Il perdit confiance dans les capacités militaires de ses troupes philippines car les Japonais progressèrent rapidement à la suite de leur débarquement dans la baie de Lingayen le 21 décembre et il ordonna un repli sur Bataan. Manille fut déclarée ville ouverte à minuit le 24 décembre sans consulter l'amiral Thomas C. Hart, commandant de l'Asiatic Fleet, ce qui força la marine à détruire de grandes quantités de matériel.
Le 25 décembre, MacArthur déplaça son quartier-général dans l'île-forteresse de Corregidor dans la baie de Manille. Une série de bombardements aériens japonais détruisit toutes les structures exposées de l'île et le quartier-général de l'USAFFE fut emmené dans le tunnel de Malintla. Par la suite, la plus grande partie de l'état-major déménagea à Bataan en ne laissant que le cœur du quartier-général avec MacArthur Les troupes de Bataan savaient qu'elles étaient perdues mais elles continuèrent de combattre. Certains blâmèrent Roosevelt et MacArthur pour leur situation difficile. Une ballade chantée sur l'air du Battle Hymn of the Republic l'appelait Dugout Doug (« Doug le Planqué »). Néanmoins, la plupart des soldats s'accrochaient à l'idée que d'une manière ou d'une autre MacArthur « sortirait quelque chose de son chapeau ».
Le 1er janvier 1942, MacArthur accepta 500 000 $ de la part du président Quezon des Philippines pour son service d'avant-guerre. L'état-major reçut également de l'argent : 75 000 $ pour Sutherland, 45 000 $ pour Richard Marshall et 20 000 $ pour Huff,. Quezon proposa également de l'argent à Eisenhower après qu'il eut été nommé à la tête du Supreme Commander Allied Expeditionary Force (AEF) mais il déclina. Ces paiements n'étaient connus que de quelques personnes à Manille et à Washington dont Roosevelt et le secrétaire à la Guerre, Henry L. Stimson, avant d'être rendus publics par l'historien Carol Petillo en 1979. La révélation ternit la réputation de MacArthur.

#### Fuite en Australie etMedal of Honor

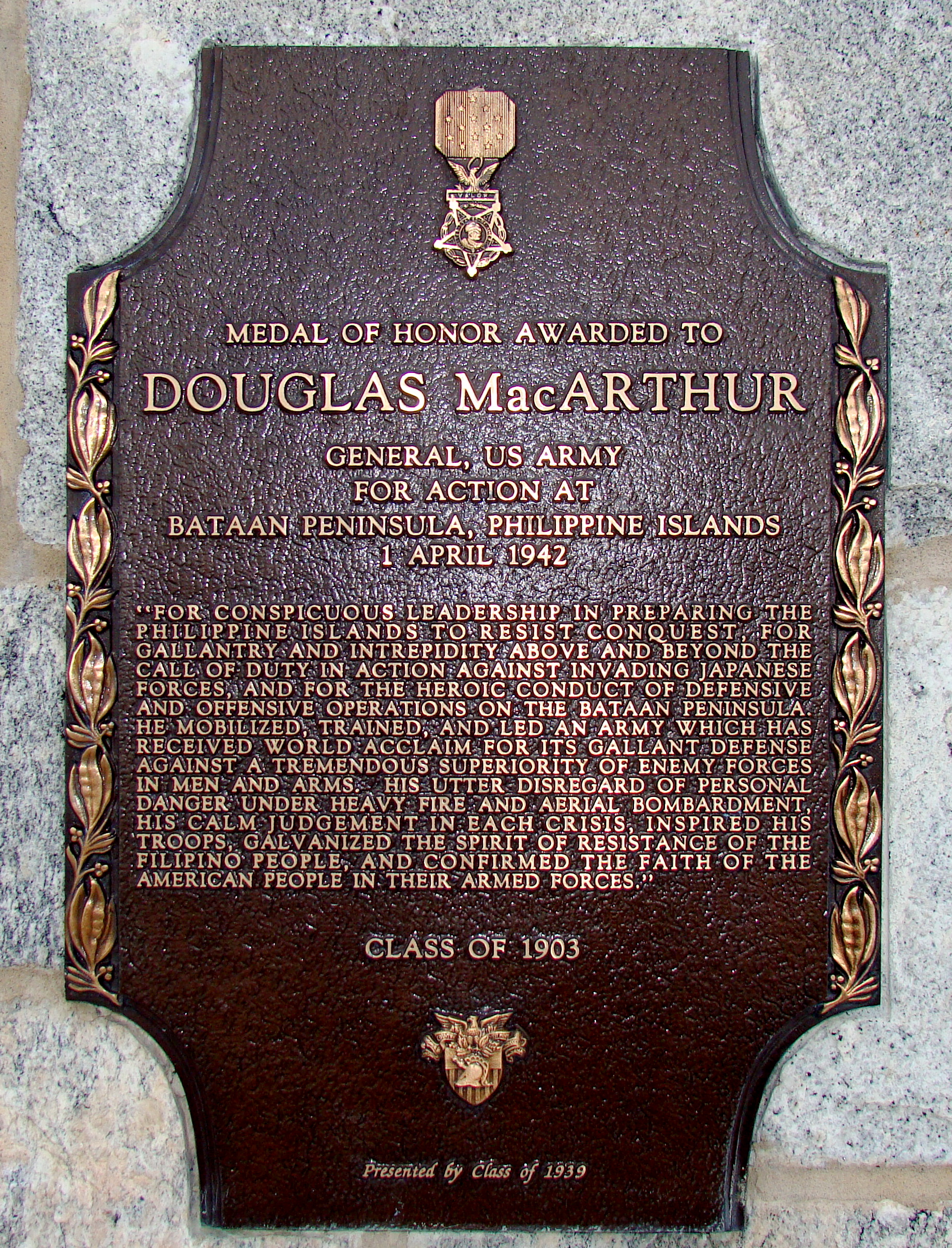
Plaque de la Medal of Honor de MacArthur fixée dans la caserne MacArthur de l'Académie de West Point.

En février 1942, alors que les forces japonaises resserraient leur emprise sur les Philippines, le président Roosevelt ordonna à MacArthur de se rendre en Australie. Dans la nuit du 12 mars 1942, MacArthur et un petit groupe incluant sa femme Jean et son fils Arthur ainsi que Sutherland, Akin, Casey, Marshall, Charles A. Willoughby (en), LeGrande A. Diller et Harold H. George quittèrent Corregidor à bord de quatre PT boats. MacArthur, sa famille et Sutherland se trouvaient dans le PT-41 commandé par le lieutenant John D. Bulkeley. Les autres suivaient dans les PT 34, PT 35 et PT 32. MacArthur et son groupe arrivèrent à la base aérienne Del Monte sur l'île de Mindanao où ils montèrent à bord de B-17 de la marine qui les emmenèrent en Australie,. Son fameux discours dans lequel il déclara « I came out of Bataan and I shall return » (« Je suis parti de Bataan mais j'y retournerai ») fut prononcé pour la première fois à Terowie, une petite gare d'Australie-Méridionale le 20 mars. À son arrivée à Adélaïde, il abrégea la phrase à « I came through and I shall return » (« J'en suis venu et j'y retournerai ») et l'expression fit les gros titres des journaux. Washington demanda à MacArthur de modifier sa promesse en « We shall return » (« Nous y reviendrons ») mais il ignora la requête.
Bataan se rendit le 9 avril et Corregidor le 6 mai. Pour son commandement dans la défense des Philippines, MacArthur reçut la Medal of Honor, une décoration pour laquelle il avait été auparavant proposé à deux reprises. Il était admis que MacArthur n'avait pas réalisé d'actes de bravoure mais son attribution à Charles Lindbergh en 1927 avait créé un précédent. MacArthur l'accepta sur la base que « Cette récompense ne m'est pas particulièrement destinée personnellement car elle est une reconnaissance du courage invincible de la valeureuse armée que j'ai eu l'honneur de commander ». Arthur MacArthur, Jr. et Douglas MacArthur devinrent les premiers père et fils à recevoir la Medal of Honor. Ils restèrent les seuls jusqu'en 2001 quand Theodore Roosevelt reçut la médaille à titre posthume pour son service durant la Guerre hispano-américaine, son fils, Theodore Roosevelt Jr. l'ayant également reçue à titre posthume pour son service durant la Seconde Guerre mondiale,.

### Campagne de Nouvelle-Guinée

#### Quartier-général suprême
Le 18 avril 1942, MacArthur fut nommé commandant suprême des forces alliées dans la South West Pacific Area (« Zone du Pacifique Sud-Ouest », SWPA). Le lieutenant-général George Brett devint le commandant des forces aériennes et le vice-amiral Herbert F. Leary devint le commandant des forces navales. Comme le gros des forces terrestres dans ce théâtre d'opération était australien, George Marshall insista pour qu'un Australien soit nommé à la tête des unités terrestres et le commandement fut confié au général Thomas Blamey. Bien qu'essentiellement australiennes et américaines, les unités sous le commandement de MacArthur comprenaient également quelques formations des Indes orientales néerlandaises, du Royaume-Uni et d'autres pays. MacArthur créa une forte relation avec le premier ministre australien, John Curtin mais de nombreux Australiens n'appréciaient pas MacArthur qu'ils considéraient comme un général étranger qui leur avait été imposé. MacArthur avait peu confiance dans les capacités militaires de Brett,, et en août 1942, il fut remplacé par le major-général George C. Kenney,. Le déploiement de l'aviation de Kenney en soutien des troupes de Blamey se révéla décisif.

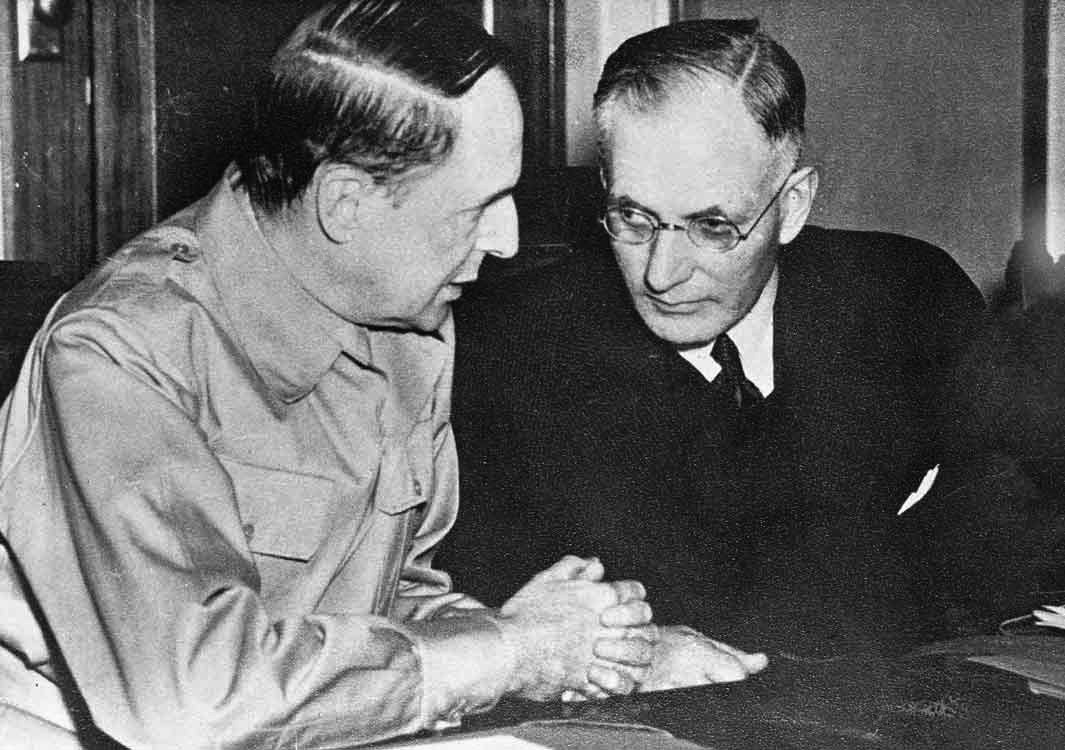
Discussion entre le premier ministre australien John Curtin et MacArthur.

L'état-major du quartier général suprême de MacArthur (GHQ) fut constitué autour du noyau qui avait quitté les Philippines avec lui et il devint connu sous le nom de Bataan Gang. Bien que Roosevelt et George Marshall eussent fait pression pour que des officiers hollandais et australiens soient nommés au GHQ, tous les commandants de division étaient américains et les officiers d'autres nationalités étaient sous leurs ordres. Initialement situé à Melbourne, le GHQ déménagea à Brisbane, la ville australienne avec les installations de communication adéquates la plus au nord, en juillet 1942 et s'installa dans le bâtiment de la compagnie d'assurance AMP Limited.
MacArthur forma sa propre unité de renseignement d'origine électromagnétique, appelée Central Bureau, à partir des unités de renseignement australiennes et des cryptanalystes américains s'étant échappés des Philippines. L'unité transmettait les informations Ultra à Willoughby pour qu'elles soient analysées. Après que la presse eut révélé les détails de la disposition navale japonaise durant la bataille de la mer de Corail, au cours de laquelle une tentative japonaise d'invasion de Port Moresby fut repoussée, Roosevelt ordonna la mise en place de la censure en Australie et le Conseil de Guerre australien accorda au GHQ l'autorité pour censurer la presse australienne. Les journaux australiens ne pouvaient publier que ce qui était rapporté dans le communiqué journalier du GHQ,. Les journalistes expérimentés considéraient les communiqués, que MacArthur ébauchait personnellement comme une « véritable farce » et « d'informations dignes d'Alice au pays des merveilles délivrées au plus haut niveau ».

#### Papouasie
En prévision d'une nouvelle attaque japonaise contre Port Moresby, la garnison fut renforcée et MacArthur ordonna la création de nouvelles bases à Merauke et dans la baie de Milne pour couvrir ses flancs. La victoire de Midway en juin 1942 poussa les Alliés à envisager une offensive limitée dans le Pacifique. La proposition de MacArthur d'une attaque contre la base japonaise de Rabaul fut rejetée par la marine qui privilégiait une approche moins ambitieuse et était réticente à l'idée d'avoir un général de l'armée de terre à la tête d'une opération amphibie. Le compromis obtenu prévoyait une progression en trois étapes dont la première, la capture de la zone de Tulagi, devait être menée par la Pacific Ocean Areas de l'amiral Chester W. Nimitz. Les étapes ultérieures seraient sous le commandement de MacArthur.

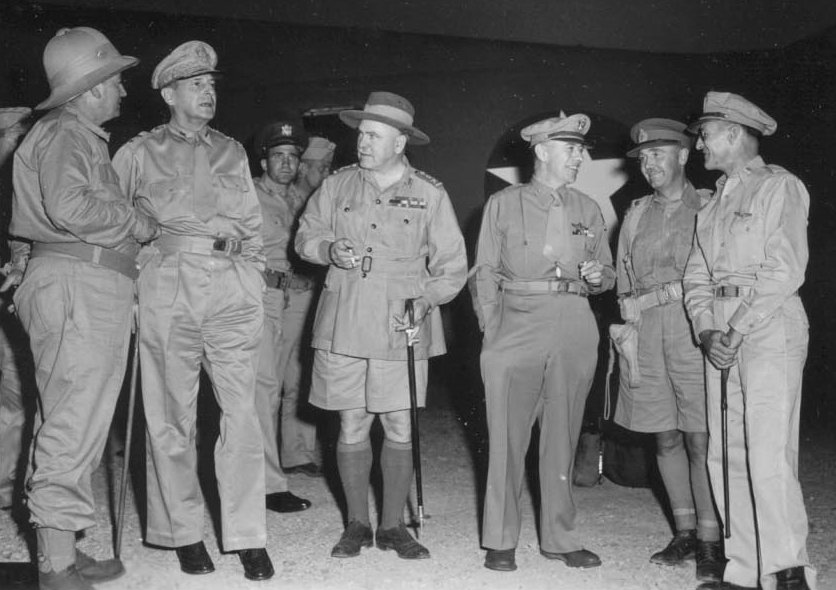
Les principaux commandants alliés en Nouvelle-Guinée en octobre 1942. De gauche à droite : Frank Forde (ministre des Armées australien), MacArthur, Thomas Blamey, George C. Kenney, Edmund Herring et Kenneth Walker.

Les Japonais frappèrent les premiers en débarquant à Buna en juillet et dans la baie de Milne en août. Les Australiens repoussèrent les Japonais dans la baie de Milne mais une série de défaites le long de la Kokoda Track eut un effet démoralisateur en Australie. Le 30 août, MacArthur avertit Washington que sans actions immédiates, les unités déployées en Nouvelle-Guinée seraient submergées. Il envoya Blamey à Port Moresby pour qu'il prenne le commandement en personne. Ayant engagé toutes les troupes australiennes disponibles, MacArthur décida d'envoyer des unités américaines. La 32e division d'infanterie, une formation de la Garde nationale mal entraînée, fut choisie. Une série de revers embarrassants lors de la bataille de Buna-Gona entraîna de violentes critiques des troupes américaines par les Australiens. MacArthur ordonna au lieutenant-général Robert L. Eichelberger de prendre le commandement des unités américaines et de « prendre Buna ou ne pas revenir vivant »,.
MacArthur détacha certains éléments du GHQ à Port Moresby le 6 novembre 1942. Buna tomba finalement le 3 janvier 1943 et MacArthur décerna la Distinguished Service Cross à douze officiers pour leur « exécution précise des opérations ». L'attribution de la seconde récompense américaine la plus prestigieuse entraîna un certain ressentiment car si certains comme Eichelberger et George Alan Vasey avaient combattu en première ligne, ce n'était pas le cas d'autres comme Sutherland et Willoughby. Pour sa part, MacArthur reçut sa troisième Distinguished Service Medal et le gouvernement australien le fit chevalier grand-croix honoraire de l'ordre du Bain.
MacArthur devint le symbole des forces résistant aux Japonais et reçut de nombreux hommages. Les tribus amérindiennes du sud-ouest le choisirent comme « chef des chefs ». MacArthur fut touché par cette reconnaissance de la part de « mes anciens amis, les compagnons de mes jours d'enfance sur la frontier de l'ouest ». Il fut également nommé Père de l'Année 1942. Il écrivit au comité de la fête des pères que « je suis soldat de métier et j'en tire une grande fierté, mais je suis encore plus fier, infiniment plus fier d'être un père. Un soldat détruit pour construire ; le père ne fait que construire sans jamais détruire. L'un a les possibilités de la mort ; l'autre incarne la création de la vie. Et tandis que les hordes de la mort sont puissantes, les bataillons de la vie le sont encore plus. J'espère que mon fils, lorsque je serai parti, se souviendra de moi, non pas sur le champ de bataille mais à la maison répétant avec lui notre simple prière quotidienne, « Notre Père qui êtes aux Cieux » ».

#### Nouvelle-Guinée
Lors de la conférence militaire du Pacifique en mars 1943, le Comité des chefs d'États-majors interarmées approuva le plan de MacArthur pour l'opération Cartwheel destinée à isoler et à neutraliser la base de Rabaul. MacArthur expliqua sa « stratégie du saute-mouton » :

« Ma conception stratégique du théâtre Pacifique que j'ai exposée après la campagne de Papouasie et que j'ai depuis constamment défendue, consiste en des frappes massives contre les seuls principaux objectifs stratégiques, en utilisant l'effet de surprise et une force de frappe air-sol soutenue et assistée par la flotte. C'est tout le contraire de ce qu'on appelle le « saut d'îles en îles » qui est le refoulement graduel de l'ennemi par une pression frontale directe avec les lourdes pertes qui en découlent. Les points clés doivent évidemment être conquis mais un choix judicieux de ces points éviterait le besoin de prendre d'assaut la masse d'îles contrôlées par l'ennemi. Le « saut d'îles en îles » avec ses pertes insensées et sa progression lente… n'est pas mon idée de comment mettre fin à la guerre rapidement et avec le moins de victimes possible. De nouvelles situations exigent des solutions et les nouvelles armes sont nécessaires à l'application complète de méthodes nouvelles et imaginatives. Les guerres ne sont jamais gagnées au passé. »

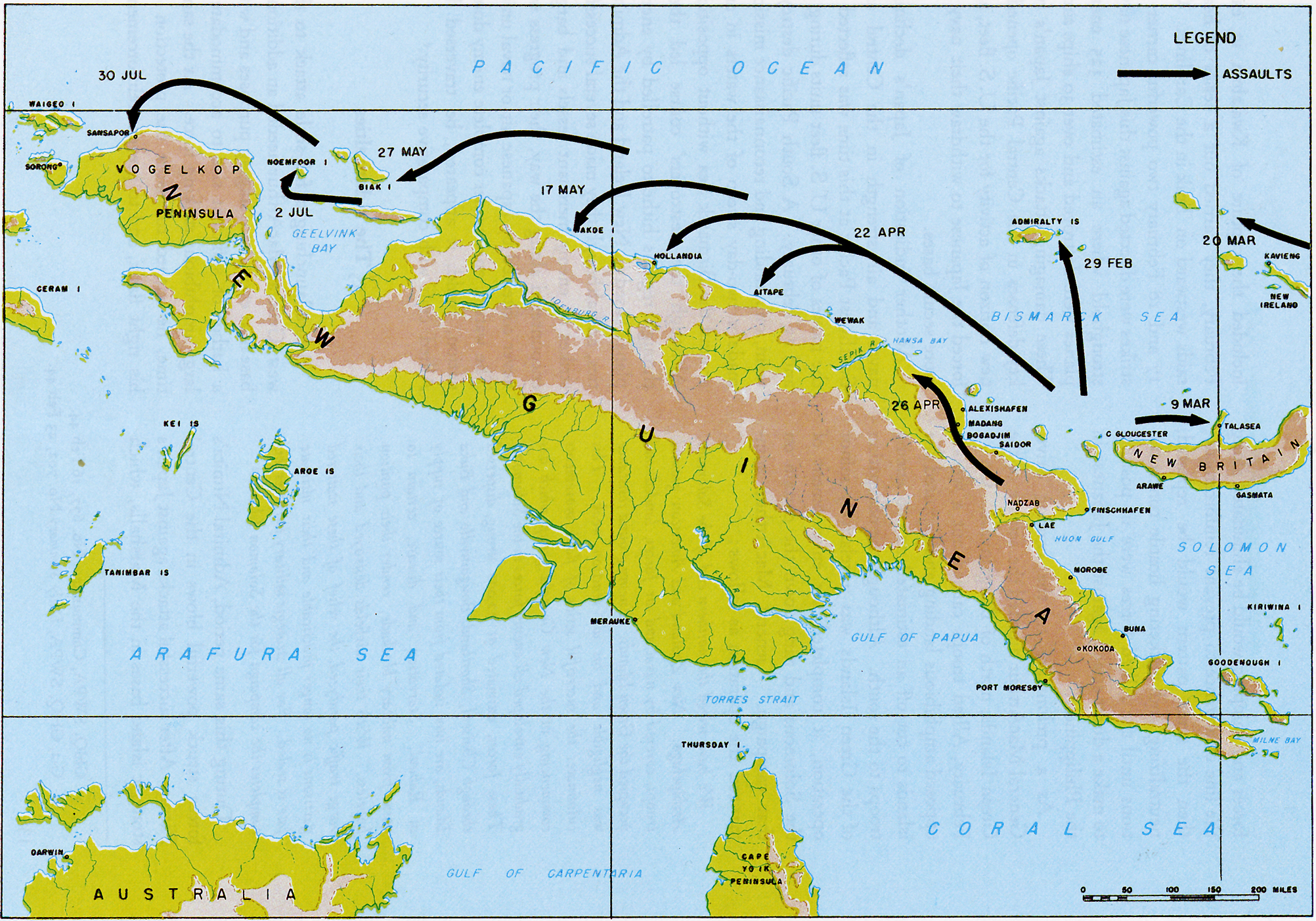
Progression alliée le long de la Nouvelle-Guinée, février-juillet 1944.

En Nouvelle-Guinée, un pays sans routes, le transport à grande échelle des hommes et du matériel devait être réalisé par air et par mer. Les embarcations de débarquement étaient livrées en pièces détachées en Australie avant d'être assemblées à Cairns. Le rayon d'action de ces petits navires fut grandement augmenté par les navires d'assaut amphibie de la VIIe force amphibie qui commencèrent à arriver à la fin de l'année 1942 et formèrent la nouvelle septième flotte américaine. Comme la septième flotte n'avait pas de porte-avions, le rayon d'action des opérations navales était limité par celui des chasseurs de la 5th USAAF.
Le quartier-général de la 6e armée du lieutenant-général Walter Krueger arriva dans la SWPA au début de l'année 1943 mais MacArthur ne disposait que de trois divisions américaines épuisées par les combats de Buna-Gona et de Guadalcanal. En conséquence, « il devint évident que toute offensive dans le Pacifique Sud-Ouest en 1943 devrait être menée principalement par l'armée australienne ». L'offensive commença par un débarquement de la 9e division australienne à Lae le 4 septembre 1943. Le lendemain, MacArthur assista à la prise de Nadzab par les parachutistes du 503e régiment de parachutistes américain. Son B-17 réalisa la tournée sur trois moteurs car l'un d'eux était tombé en panne peu après le décollage de Port Moresby mais MacArthur insista pour qu'il se rende à Nadzab. Pour cela, il reçut l'Air Medal.
La 7e et la 9e division australienne convergèrent sur Lae qui tomba le 16 septembre. MacArthur avança son calendrier et ordonna à la 7e division de prendre Kaiapit et Dumpu tandis que la 9e division organisa un assaut amphibie sur Finschhafen. L'offensive s'enlisa en partie parce que MacArthur avait basé sa décision d'attaquer Finschhafen sur l'évaluation de Willoughby selon laquelle la ville n'était défendue que par 350 soldats japonais. Ils étaient en réalité 5 000 et la furieuse bataille qui suivit dura jusqu'en mars 1944.
Au début du mois de novembre, le plan de MacArthur d'une progression vers l'ouest le long de la côte de Nouvelle-Guinée jusqu'aux Philippines fut intégré aux plans pour la guerre contre le Japon,. Trois mois plus tard, les aviateurs rapportèrent qu'il n'y avait aucun signe d'activité ennemie dans les îles de l'Amirauté. Malgré les réticences de Willoughby qui considérait que les îles n'avaient pas été évacuées, MacArthur ordonna un débarquement amphibie qui lança la campagne des îles de l'Amirauté. Il accompagna l'assaut à bord du croiseur léger USS Phoenix, le navire-amiral du vice-amiral Thomas C. Kinkaid, le nouveau commandant de la 7e flotte, et il débarqua sur le rivage quelques heures après la première vague ; un acte qui lui valut la Bronze Star. Il fallut six semaines de combats acharnés avant que la 1re division de cavalerie ne capture les îles.
MacArthur contourna les forces japonaises dans la baie Hansa et à Wewak et attaqua Aitape et Hollandia que Willoughby considérait comme légèrement défendue en s'appuyant sur les renseignements obtenus lors de la bataille de Sio. Les cibles de l'offensive étaient hors du rayon d'action des appareils de la 5th USAAF basés dans la vallée du Ramu mais le calendrier de l'opération permit aux porte-avions de la flotte de Pacifique de Nimitz de fournir un appui aérien. Bien que risquée, l'opération fut un grand succès qui permit d'isoler la XVIIIe armée japonaise du lieutenant-général Hatazō Adachi basée dans la région de Wewak. Comme les Japonais ne s'attendaient pas à une attaque si à l'ouest, la garnison était faible et les pertes alliées furent donc limitées. Le terrain se révéla cependant moins adapté que prévu au développement d'une base aérienne et MacArthur fut forcé de chercher un meilleur emplacement plus à l'ouest. Si le contournement des forces japonaises était tactiquement justifié, il avait l'inconvénient stratégique de devoir immobiliser des troupes alliées sur place pour les contenir. De plus, Adachi était loin d'être vaincu comme il le démontra lors de la bataille de la rivière Driniumor.

### Campagne des Philippines (1944–1945)

#### Leyte

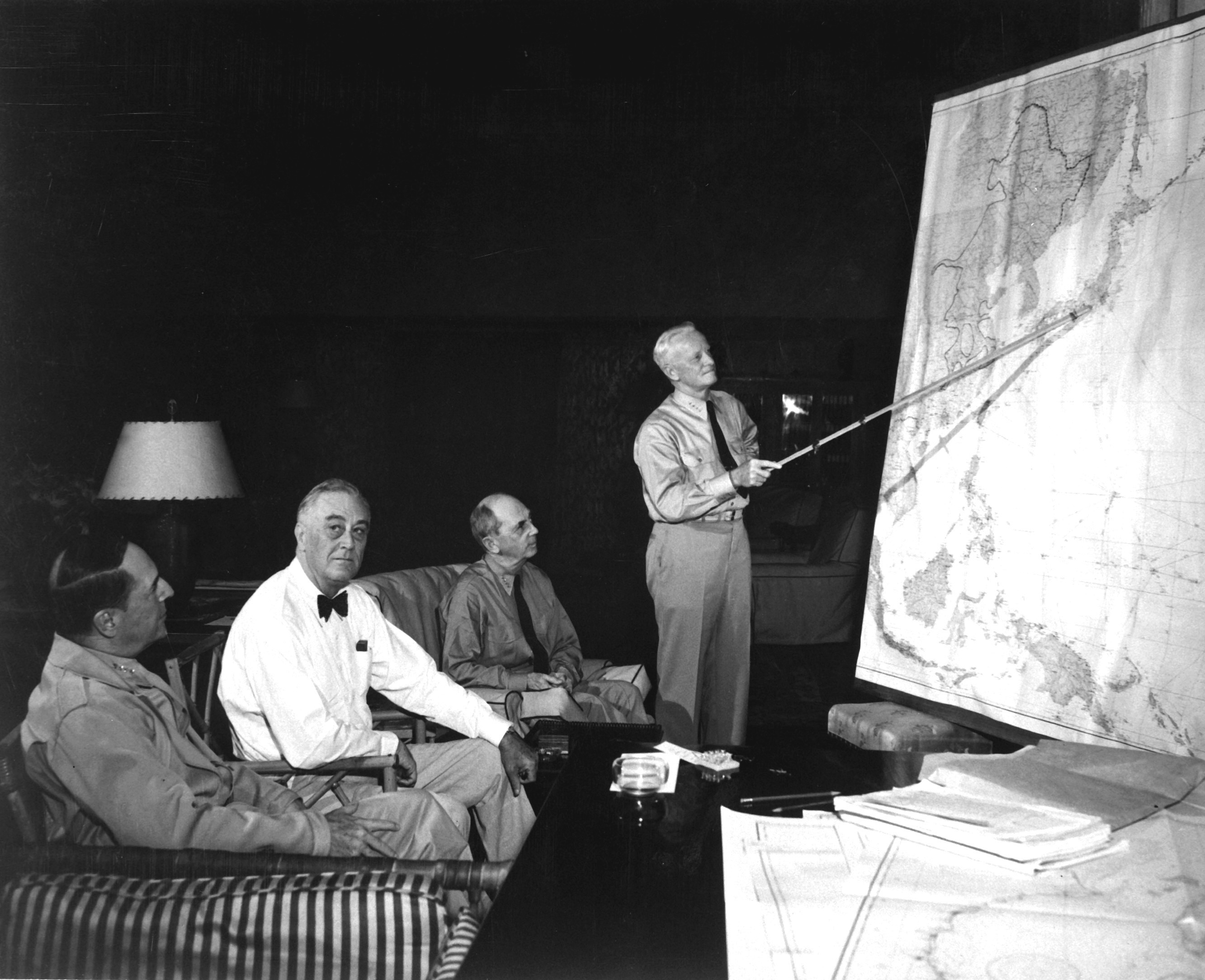
Conférence d'Hawaï, septembre 1944. De gauche à droite : MacArthur, Roosevelt et les amiraux Leahy et Nimitz.

En juillet 1944, le président Roosevelt convoqua MacArthur à Hawaii pour « déterminer la phase d'action contre le Japon ». Nimitz défendit une attaque contre Formose mais MacArthur mit l'accent sur l'obligation morale des États-Unis de libérer les Philippines. En septembre, les porte-avions de William F. Halsey réalisèrent une série d'attaques dans les Philippines. L'opposition fut faible et Halsey conclut, à tort, que l'île de Leyte était « grande ouverte » et probablement non défendue et recommanda que les opérations prévues soient annulées en faveur d'un assaut sur Leyte.
Le 20 octobre, les troupes de la 6e armée de Krueger débarquèrent à Leyte tandis que MacArthur observait les opérations depuis le croiseur léger USS Nashville. Il s'approcha de la plage dans l'après-midi. Les troupes américaines avaient peu progressé ; les tireurs d'élite étaient encore présents et la zone était la cible de tirs de mortiers sporadiques. Lorsque son embarcation s'échoua, MacArthur demanda une péniche de débarquement mais le chef des opérations était trop occupé pour accéder à sa requête. MacArthur fut donc obligé de gagner la rive à pied. Dans son discours préparé à l'avance, il déclara « Peuple des Philippines : Je suis revenu. Par la grâce du Tout-Puissant, nos forces foulent à nouveau le sol philippin, un sol consacré par le sang nos deux peuples. Nous sommes dévoués et engagés dans la tâche de détruire tous les vestiges du contrôle de l'ennemi sur vos vies quotidiennes et de restaurer les fondations d'une force indestructible, les libertés de votre peuple ».

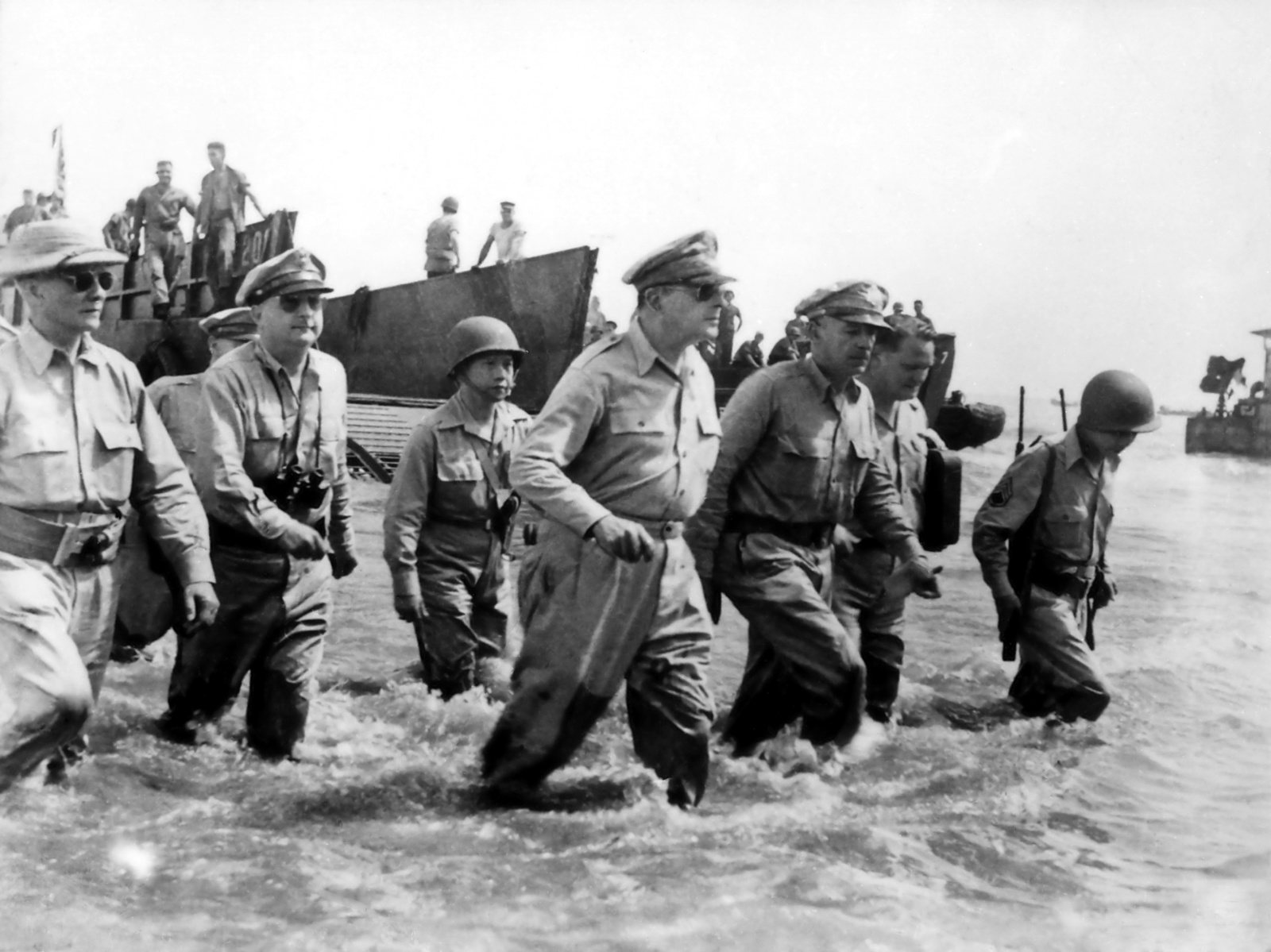
Je suis revenu - Le général MacArthur débarque aux Philippines avec le président philippin Sergio Osmeña à sa droite.

Comme Leyte était hors de portée des appareils de Kenney basés à terre, MacArthur était dépendant de l'aviation embarquée. L'activité japonaise s'accrut rapidement et elle mena des raids sur Tacloban, où MacArthur avait décidé d'établir son quartier-général, et sur la flotte au large. MacArthur appréciait rester sur le pont de l'USS Nashville durant les attaques aériennes malgré le fait que plusieurs bombes soient passées à proximité et que deux croiseurs voisins eurent été touchés. Au cours des jours suivants, les Japonais contre-attaquèrent lors de la bataille du golfe de Leyte. L'issue fut une victoire décisive des Alliés mais les Japonais manquèrent de détruire les unités de débarquement et MacArthur attribua les erreurs à la division du commandement entre lui et Nimitz. La campagne terrestre ne fut pas non plus facile. Les fortes pluies de la mousson perturbèrent le programme de construction de bases aériennes. Les porte-avions ne pouvaient pas remplacer parfaitement les aérodromes terrestres et le manque de couverture aérienne permit aux Japonais de débarquer des renforts à Leyte. Le mauvais temps et la résistance tenace des Japonais ralentit la progression américaine et cela entraîna une campagne prolongée,.
À la fin du mois de décembre, le quartier-général de Krueger estimait qu'il ne restait plus que 5 000 Japonais sur Leyte et le 26 décembre, MacArthur publia un communiqué annonçant que « la campagne peut maintenant être considérée comme achevée à l'exception de quelques opérations de nettoyage ». Pourtant la 8e armée d'Eichelberger tua encore 27 000 soldats japonais sur Leyte avant la fin de la campagne en mai 1945. Le 18 décembre 1944, MacArthur fut promu au nouveau grade de général de l'armée avec cinq étoiles.

#### Luçon
MacArthur décida ensuite d'envahir Mindoro où se trouvaient de potentiels sites pour des bases aériennes. Willoughby estima, correctement, que l'île n'était défendue que par 1 000 Japonais. Le problème était d'y parvenir car Kinkaid rechignait à détacher des porte-avions dans la mer de Sulu et Kenney ne pouvait pas garantir un soutien aérien. L'opération était clairement risquée et l'état-major de MacArthur le dissuada d'accompagner l'invasion à bord de l'USS Nashville. Alors que le convoi entrait dans la mer de Sulu, un kamikaze s'écrasa sur l'USS Nashville tuant 133 marins et en blessant 190 autres. Les débarquements se firent sans opposition le 15 décembre 1944 et moins de deux semaines plus tard, les unités du génie américaines et australiennes avaient construit trois aérodromes. Le ravitaillement était cependant rendu difficile par les attaques kamikazes japonaises.

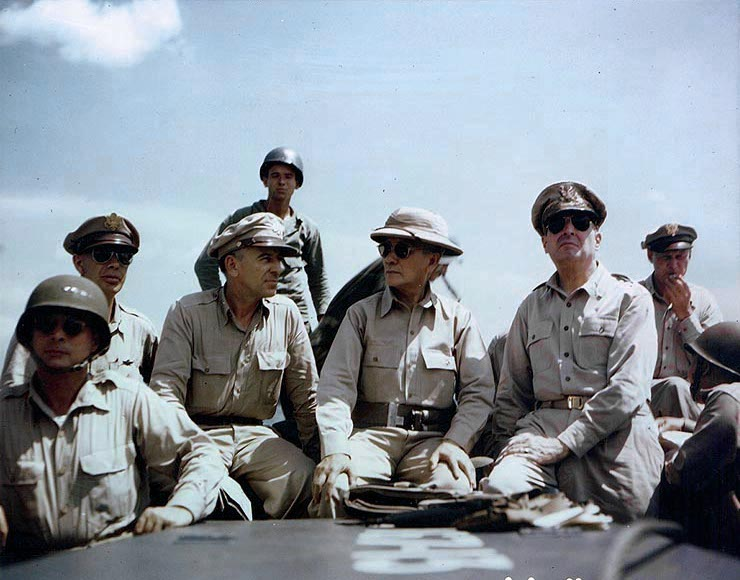
Au large de Leyte, octobre 1944. De gauche à droite : le lieutenant-général George Kenney, le lieutenant-général Richard K. Sutherland, le président Sergio Osmeña et le général Douglas MacArthur.

Les Alliés pouvaient donc maintenant préparer l'invasion de Luçon. Les estimations des forces japonaises étaient cependant très différentes suivant les interprétations des informations des services de renseignement. Willoughby estimait que le général Tomoyuki Yamashita disposait de 137 000 soldats à Luçon tandis que la 6e armée envisageait la présence de 234 000 hommes. Le brigadier-général Clyde D. Eddleman tenta d'arranger l'estimation de la 6e armée mais la réponse de MacArthur fut « Bunk ! » (« Foutaises ! »). Il considérait même que l'estimation de Willoughby était trop élevée et il ignora toutes les estimations des services de renseignement. En réalité, Yamashita disposait de plus de 287 000 hommes à Luçon. Cette fois-ci, MacArthur accompagna le convoi de débarquement à bord de l'USS Boise qui fut presque touché par une torpille tirée par un sous-marin de poche. Son communiqué indiquait : « La bataille décisive pour la libération des Philippines et le contrôle du Pacifique Sud-Ouest est à portée. Le général MacArthur commande personnellement les troupes sur le front et a débarqué avec ses hommes. »
Le principal objectif de MacArthur était la capture du port de Manille et de la base aérienne de Clark Field nécessaires pour de futures opérations. Il pressa ses commandants d'avancer le plus vite possible. Le 25 janvier 1945, il installa son quartier-général à Hacienda Luisita, alors plus proche du front que celui de Krueger. Le 30 janvier, il ordonna à la 1re division de cavalerie de progresser rapidement vers Manille. Elle atteignit les faubourgs de la ville le 3 février et le campus de l'université de Santo Tomas où elle libéra 3 700 prisonniers. Les Américains ignoraient cependant que le contre-amiral Iwabuchi Sanji avait désobéi aux ordres de repli de Yamashita et avait décidé de défendre la ville jusqu'à la mort. La bataille de Manille fit rage durant près d'un mois. Afin d'épargner la population civile, MacArthur interdit l'emploi de frappes aériennes mais près de 100 000 civils furent victimes des tirs d'artillerie américains et des exactions japonaises. Pour son rôle dans la capture de Manille, MacArthur reçut sa troisième Distinguished Service Cross.

#### Philippines du sud

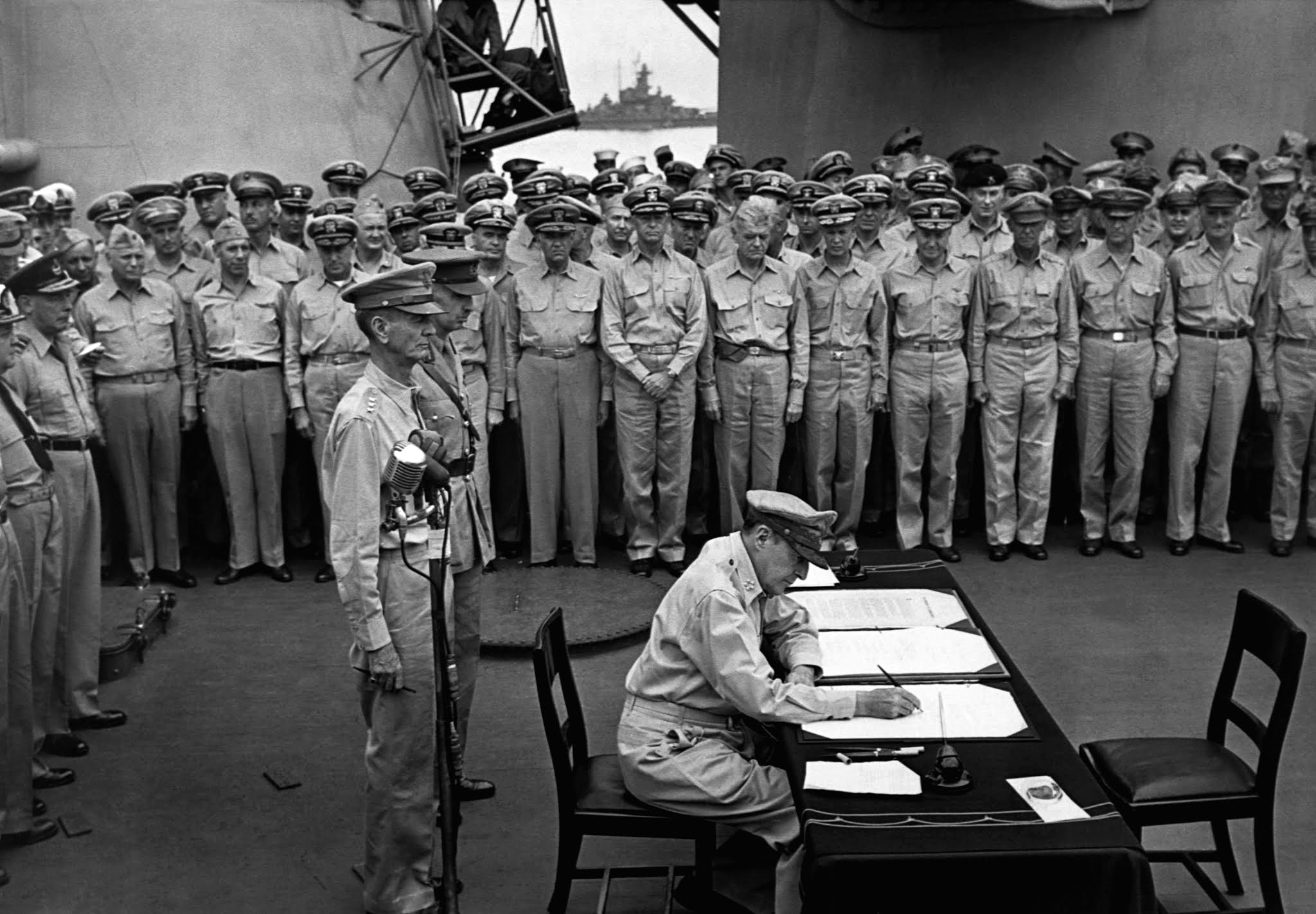
MacArthur signe les actes de capitulation du Japon à bord de l'USS Missouri. Le général américain Jonathan Wainwright et le général britannique Arthur Percival se tiennent derrière lui.

Malgré la poursuite des combats sur Luçon et le fait qu'il n'avait pas d'instructions en ce sens, MacArthur engagea ses forces dans une série d'opérations pour libérer le reste des Philippines. 52 débarquements furent réalisés dans le centre et le sud des Philippines entre février et juillet 1945. Dans le communiqué du GHQ du 5 juillet, il annonça que les Philippines avaient été libérées et que toutes les opérations étaient terminées même si Yamashita contrôlait encore le nord de Luçon. À partir de mai 1945, MacArthur engagea les troupes australiennes dans la conquête de Bornéo. Il accompagna l'assaut sur Labuan à bord de l'USS Boise et rendit visite aux troupes sur le terrain. Alors qu'il rentrait à son quartier-général de Manille, il se rendit à Davao où il dit à Eichelberger qu'il ne restait plus que 4 000 Japonais en vie à Mindanao. Quelques mois plus tard, près de 35 000 soldats s'étaient rendus. En juillet 1945, il reçut sa quatrième Distinguished Service Medal.
En avril 1945, MacArthur devint commandant en chef des forces armées américaines du Pacifique (AFPAC) responsable de toutes les unités terrestres et aériennes du Pacifique à l'exception de la 20th USAAF. Au même moment, Nimitz devint le commandant de toutes les forces navales ; le commandement dans le Pacifique restait donc divisé. Cette réorganisation qui s'étala sur plusieurs mois faisait partie des préparatifs de l'opération Downfall désignant l'invasion de l'archipel japonais prévue pour l'automne 1945. Cette opération fut annulée à la suite de la reddition du Japon en août 1945. Le 2 septembre, MacArthur, représentant les Alliés, accepta la capitulation formelle du Japon à bord du cuirassé USS Missouri. Il met ainsi un terme à la Seconde Guerre mondiale en disant : « Mon plus grand espoir, ainsi que celui de toute l'Humanité, est que de cette cérémonie solennelle naisse un monde meilleur, après tout ce sang et ce carnage ». En reconnaissance de son rôle de stratège naval, la marine américaine lui décerna la Navy Distinguished Service Medal.

## Occupation du Japon
Le 29 août 1945, MacArthur reçut l'ordre d'exercer l'autorité sur le Japon par l'intermédiaire de l'administration japonaise et de l'empereur Hirohito. Le quartier-général de MacArthur fut installé dans le siège de la compagnie d'assurance Dai-ichi Mutual Life Insurance à Tokyo. En tant que commandant suprême des forces alliées au Japon, MacArthur et son équipe devaient reconstruire l'économie du Japon et mettre en place un gouvernement démocratique. Le Japon et sa reconstruction étaient fermement contrôlés par les États-Unis et MacArthur fut le dirigeant effectif du Japon de 1945 à 1948. En 1946, l'équipe de MacArthur rédigea une nouvelle constitution qui instituait un gouvernement basé sur le système de Westminster dans lequel l'empereur perdait son rôle d'autorité militaire et ne pouvait agir qu'avec l'accord du Cabinet. La constitution, qui devint effective le 3 mai 1947, incluait le fameux article 9 par lequel le pays renonçait à la guerre et s'interdisait de posséder une armée. De plus, la constitution émancipait les femmes, interdisait la discrimination raciale, renforçait les pouvoirs du Parlement et du Cabinet et décentralisait la police et l'administration.

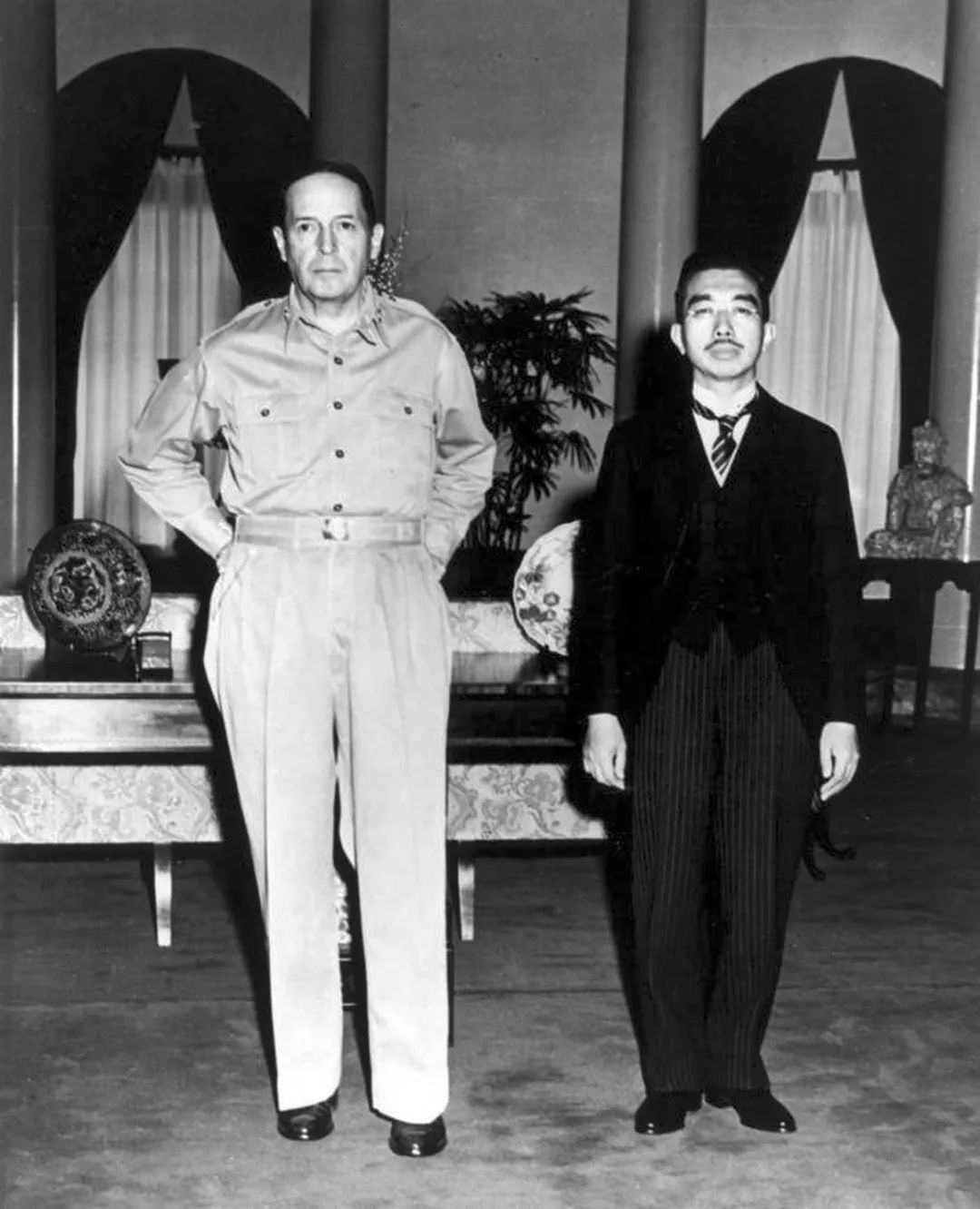
MacArthur et l'empereur du Japon, Hirohito.

Une importante réforme agraire fut entreprise ; entre 1947 et 1949, le gouvernement racheta près de 1 900 000 ha de terres, soit 38 % des surfaces cultivées, aux propriétaires terriens et 1 860 000 ha furent redistribués aux paysans qui travaillaient pour eux. En 1950, 89 % des terres agricoles appartenaient aux agriculteurs et seulement 11 % étaient louées par des propriétaires fonciers. Les efforts de MacArthur pour encourager la formation des syndicats connurent un succès phénoménal et en 1947, 48 % des travailleurs non agricoles étaient syndiqués. Certaines des réformes de MacArthur furent annulées en 1948 lorsque son contrôle du Japon fut remplacé par une plus grande implication du département d'État. Durant l'occupation, les Américains parvinrent, jusqu'à un certain point, à abolir de nombreux conglomérats financiers appelés zaibatsu qui monopolisaient auparavant l'industrie et avaient joué un grand rôle dans le complexe militaro-industriel japonais. Des groupes industriels plus souples appelés keiretsu les ont ensuite remplacés. Les réformes inquiétèrent les Ministères des Affaires étrangères et de la Défense, qui considéraient qu'elles entraient en contradiction avec la perspective qu'un Japon industrialisé serve de rempart contre l'expansion du communisme en Asie.
Dans son discours devant le Congrès le 19 avril 1951, MacArthur déclara, « Depuis la guerre, le peuple japonais a entrepris la plus grande réforme connue de l'histoire moderne. Avec une volonté admirable, l'empressement d'apprendre et la capacité à comprendre, il a érigé des cendres de la guerre un édifice dédié à la suprématie de la liberté individuelle et à la dignité personnelle et dans le processus qui a suivi, il a créé un gouvernement véritablement représentatif engagé dans la promotion de la moralité politique, de la liberté d'entreprendre et de la justice sociale ».
MacArthur rendit le pouvoir au gouvernement japonais en 1949 mais resta au Japon jusqu'à être relevé de ses fonctions par le président Truman le 11 avril 1951. Le traité de San Francisco, signé le 8 septembre 1951, marqua la fin de l'occupation et lorsqu'il entra en vigueur le 28 avril 1952, le Japon redevint un état indépendant. Les Japonais ont surnommé MacArthur Gaijin Shogun (« le généralissime étranger ») mais pas avant sa mort en 1964. On l'appelait aussi au Japon le shogun aux yeux bleus.

### Procès des crimes de guerre

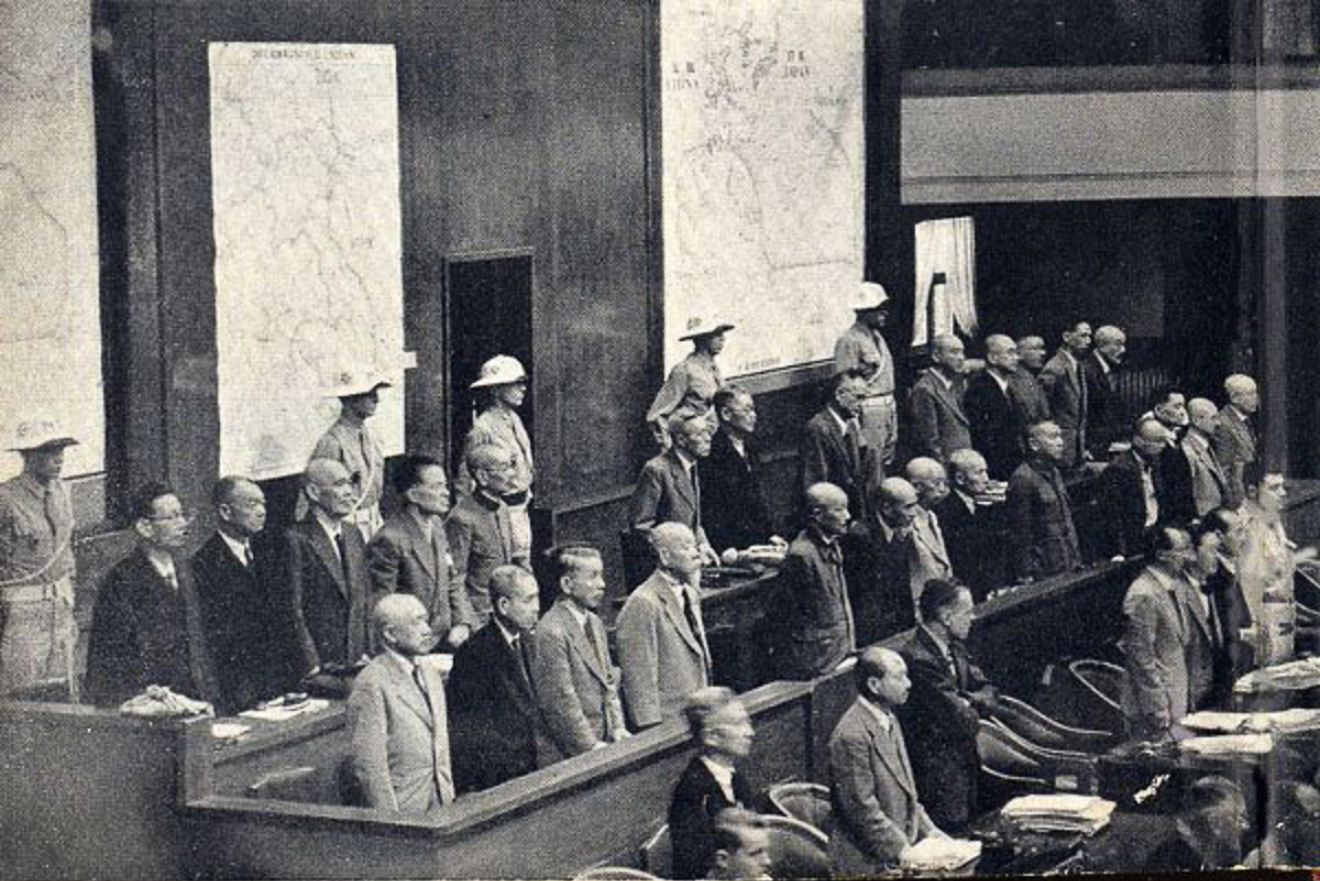
Les accusés du Tribunal militaire international pour l'Extrême-Orient.

MacArthur fut responsable de l'application des condamnations pour crimes de guerre rendues par le Tribunal militaire international pour l'Extrême-Orient. À la fin de l'année 1945, les commissions militaires alliées dans diverses villes d'Asie jugèrent 5 700 Japonais, Taïwanais et Coréens pour crimes de guerre. Environ 4 300 furent condamnés dont 1 000 à mort. Les accusations portaient sur des événements comme le massacre de Nankin, la marche de la mort de Bataan et le massacre de Manille. Le procès à Manille du général Tomoyuki Yamashita, le commandant des forces japonaises dans les Philippines à partir de 1944 fut critiqué car Yamashita fut pendu en raison du massacre de Manille, perpétré par Iwabuchi, qu'il n'avait pas ordonné et dont il n'était probablement pas informé. Iwabuchi s'était suicidé à la fin de la bataille de Manille.
MacArthur accorda l'immunité à Shirō Ishii et des autres membres des unités de recherche biologiques en échange de leurs données obtenues par expérimentation sur l'Homme. Il empêcha également la mise en accusation pour crimes de guerre de l'empereur et des membres de la famille impériale comme les princes Chichibu, Asaka, Takeda, Higashikuni et Fushimi. MacArthur confirma que l'abdication de l'empereur n'était pas nécessaire. Ce faisant, il ignora les conseils de nombreux membres de la famille impériale et des intellectuels japonais qui demandaient publiquement l'abdication de l'empereur et la mise en place d'une régence.

## Guerre de Corée
Le 25 juin 1950, l'invasion de la Corée du Sud par la Corée du Nord marqua le début de la guerre de Corée. Le jour même, le Conseil de sécurité des Nations unies vota la résolution 82 autorisant l'envoi d'une force internationale pour soutenir la Corée du Sud. Les Nations unies donnèrent aux États-Unis le pouvoir de choisir un commandant et le Comité des chefs d’États-majors interarmées recommanda MacArthur à l'unanimité. Il devint ainsi le commandant en chef du Commandement des Nations unies (UNCOM) tout en restant le commandant suprême des forces alliées au Japon et le commandant de l'USAFFE. Toutes les forces sud-coréennes furent placées sous son commandement. Alors qu'elles se repliaient sous la pression nord-coréenne, MacArthur reçut l'autorisation d'engager des forces terrestres américaines. Tout ce que les premières unités déployées pouvaient faire était de gagner du temps pour permettre la formation du périmètre de Busan. À la fin du mois d'août, l'urgence s'atténua ; les attaques nord-coréennes contre le périmètre étaient contenues et alors que la Corée du Nord déployait 88 000 hommes, la 8e armée du lieutenant-général Walton Walker en avait maintenant 180 000 et disposait de plus de chars et de pièces d'artillerie.

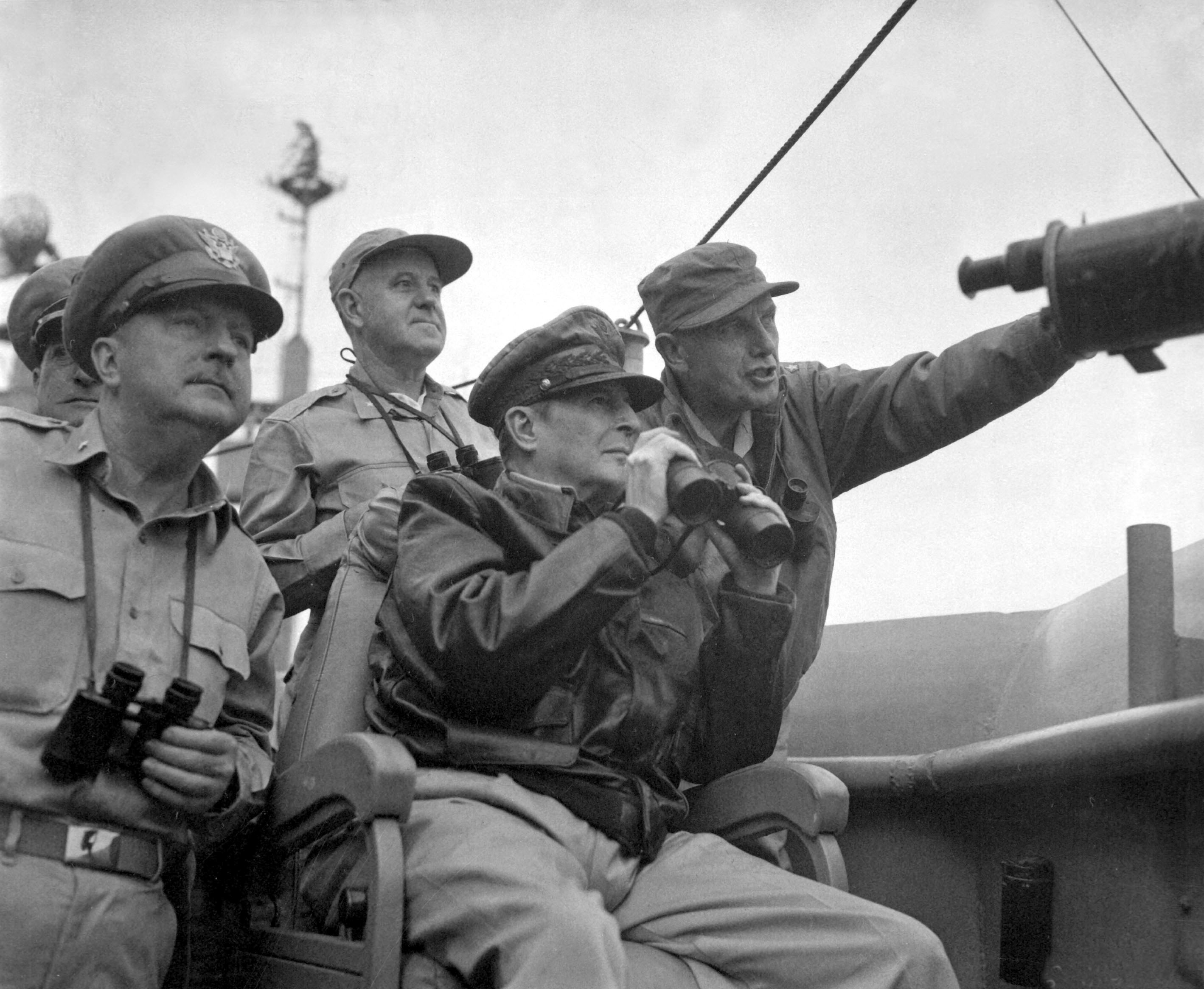
MacArthur observe le bombardement d'artillerie sur Incheon depuis l'USS Mount McKinley avec le brigadier-général Courtney Whitney (à gauche) et le major-général Edward M. Almond (à droite), 15 septembre 1950.

En 1949, le président du Comité des chefs d’États-majors interarmées, le général de l'armée Omar Bradley, avait prédit qu'une « opération combinée amphibie à grande échelle… n'aurait plus jamais lieu » mais en juillet 1950, MacArthur planifiait une opération de ce type. MacArthur compara son plan à celui du général James Wolfe lors de la bataille des plaines d'Abraham et rejeta tous les problèmes posés par les marées, l'hydrographie et le terrain. Le 15 septembre, malgré les inquiétudes persistantes de leurs supérieurs, les soldats américains réalisèrent un débarquement à Inchon, loin derrière les lignes ennemies. Soutenues par la marine et l'aviation, les forces débarquées reprirent rapidement Séoul et forcèrent les Nord-Coréens à fuir vers le nord pour éviter un encerclement. En visite sur le champ de bataille le 17 septembre, MacArthur inspecta six chars T-34 détruits par les soldats américains en ignorant les tirs des tireurs d'élite autour de lui sauf pour noter qu'ils manquaient d'entraînement.
Le 11 septembre, le président Harry S. Truman autorisa une progression au-delà du 38e parallèle nord qui marquait la frontière entre les deux Corées. MacArthur planifia un autre assaut amphibie, à Wonsan sur la côte orientale mais la ville fut prise par les troupes sud-coréennes avant que la 1re division de Marines ne l'atteigne par la mer. En octobre, MacArthur rencontra Truman sur l'île de Wake où le président lui décerna sa cinquième Distinguished Service Medal. Interrogé brièvement sur la menace chinoise, MacArthur l'écarta et dit qu'il espérait pouvoir retirer la 8e armée au Japon avant Noël et qu'il pourrait libérer une division pour l'Europe en janvier. Il considérait la possibilité d'une intervention soviétique comme une menace plus sérieuse.
Un mois plus tard, les choses avaient changé. Lors de la bataille d'Unsan à la fin du mois d'octobre, les forces de l'ONU furent repoussées avec de lourdes pertes par des soldats chinois. Néanmoins, Willoughby minimisa les preuves de l'intervention chinoise. Le 24 novembre, il estima que 71 000 soldats de l'Armée des volontaires du peuple chinois étaient présents dans le pays alors que le véritable nombre était plus proche de 300 000. Le même jour, MacArthur se rendit au quartier-général de Walker et il écrivit plus tard :

« J'ai fait le tour de la ligne de front durant cinq heures. Lors d'une discussion avec un groupe d'officiers, je leur ai dit que le général Bradley espérait pouvoir faire rentrer deux divisions aux États-Unis pour Noël… Ce que j'ai vu sur le front m'inquiéta grandement. Les troupes sud-coréennes n'étaient pas encore prêtes au combat et l'ensemble de la ligne était très faible. Si les Chinois étaient effectivement en supériorité numérique, je décidai que je retirerais nos troupes et abandonnerais toute tentative pour progresser plus au nord. J'ai donc décidé de faire une reconnaissance pour essayer de voir de mes propres yeux et interpréter la situation avec ma longue expérience. »

MacArthur survola le front dans son Douglas C-54 Skymaster mais ne vit aucun signe de renforcement chinois et décida d'attendre avant d'ordonner un assaut ou un repli. Les preuves de l'activité chinoise étaient invisibles pour MacArthur car l'armée chinoise se déplaçait de nuit et se retranchait le jour. Pour ses efforts de reconnaissance, MacArthur reçut la Distinguished Flying Cross et un badge d'aviateur.
Le lendemain, le 25 novembre 1950, la 8e armée de Walker fut attaquée par l'armée chinoise et les forces de l'ONU furent rapidement obligées de se replier. Le 23 décembre, Walker fut tué lors d'une collision entre sa jeep et un camion et il fut remplacé par le lieutenant-général Matthew B. Ridgway. Ridgway nota que le « prestige de MacArthur, qui avait gagné un éclat extraordinaire après Inchon fut gravement terni. Sa crédibilité souffrit de l'issue imprévue de l'offensive de novembre… ».

### Suspension

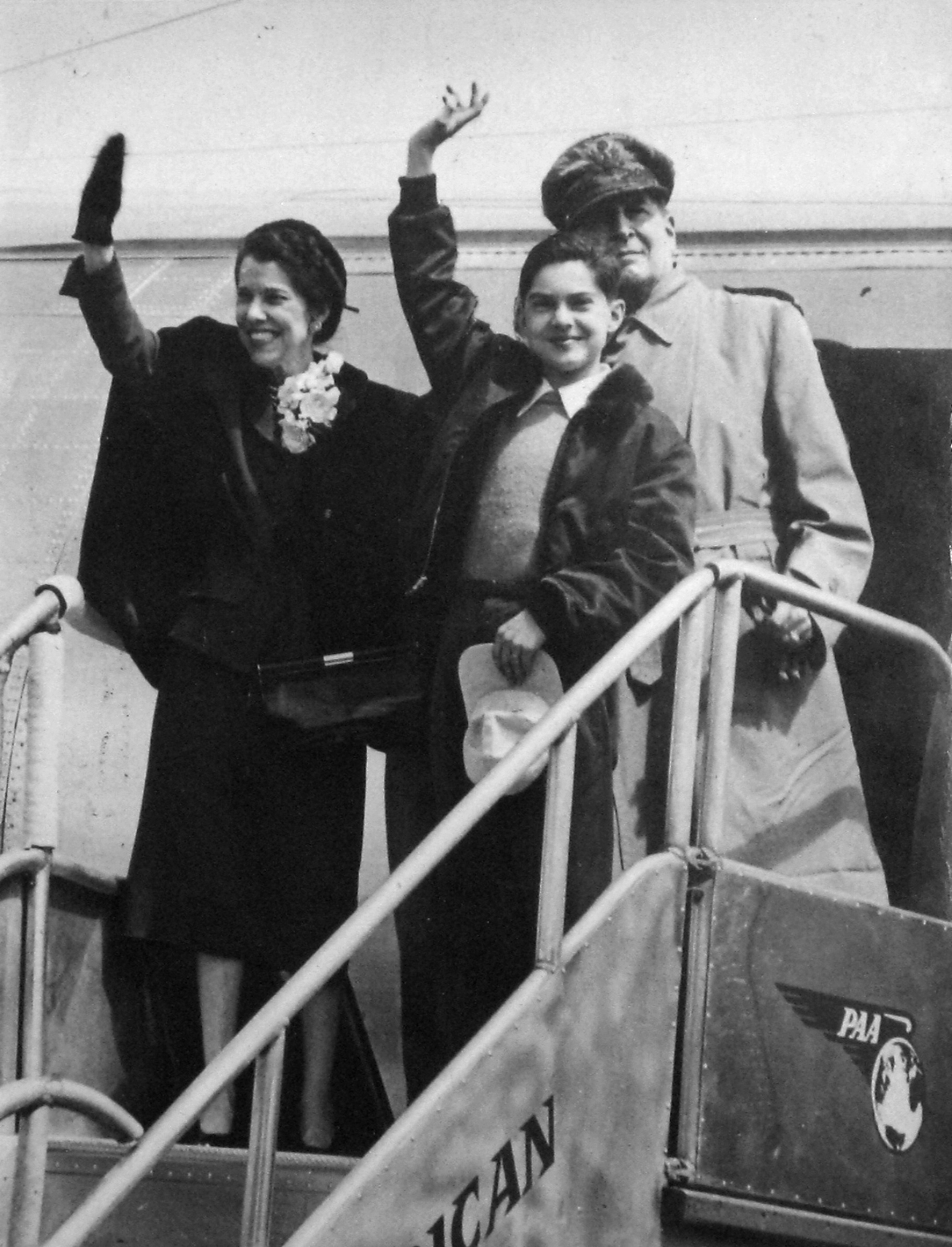
Douglas MacArthur (à l'arrière), Jean MacArthur et Arthur MacArthur reviennent aux Philippines pour une visite en 1950.

En décembre, le chef d'état major de l'armée, le général Joseph Lawton Collins, évoqua la possibilité d'utiliser des armes nucléaires en Corée avec MacArthur et lui demanda par la suite une liste de cibles en Union soviétique si cette dernière entrait en guerre. MacArthur témoigna devant le Congrès en 1951 qu'il n'avait jamais recommandé l'emploi d'armes nucléaires. Il avait un temps envisagé de larguer des matières radioactives en Corée. S'il évoqua le sujet avec le président élu Eisenhower en 1952, il ne recommanda jamais son application. En 1954, lors d'un entretien publié après sa mort, il déclara qu'il avait voulu larguer des bombes atomiques sur les bases ennemies mais en 1960, il s'opposa à une déclaration de Truman affirmant la même chose. Truman publia une rétractation en avançant qu'il n'avait aucune preuve et qu'il s'agissait uniquement de son opinion personnelle,,.
Le 5 avril 1951, le Comité des chefs d’États-majors interarmées rédigea des ordres pour MacArthur autorisant des frappes nucléaires sur la Mandchourie et sur la péninsule du Shandong si, à partir de là, les Chinois lançaient des attaques aériennes contre ses forces. Le lendemain, Truman rencontra le président de la Commission de l'énergie atomique des États-Unis, Gordon Dean, et organisa le transfert de neuf bombes nucléaires Mark 4 sous contrôle militaire. Dean s'inquiétait du fait que la décision sur la manière de les utiliser soit confiée à MacArthur qui, selon lui, n'avait pas toutes les connaissances techniques de ces armes et de leurs effets. Le Comité des chefs d’États-majors n'était pas non plus complètement à l'aise à l'idée de les donner à MacArthur, de peur qu'il n'applique trop prématurément ces consignes. Il fut décidé à la place de mettre la force de frappe nucléaire sous le contrôle du Strategic Air Command.
En quelques semaines, MacArthur fut obligé de se retirer de la Corée du Nord. Lorsque Séoul tomba en janvier, Truman et MacArthur durent envisager la possibilité d'abandonner l'ensemble de la péninsule coréenne. Les pays européens ne partageaient pas la vision mondiale de MacArthur, se méfiaient de son jugement et craignaient que sa stature et son influence auprès du public américain ne détournent la politique américaine de l'Europe vers l'Asie. Ils s'inquiétaient également d'une possible confrontation avec la Chine, impliquant peut-être l'emploi d'armes nucléaires. Lors d'une visite aux États-Unis en décembre 1950, le premier ministre du Royaume-Uni Clement Attlee exprima les craintes européennes que « ce soit MacArthur qui soit responsable de l'affaire ».
Sous le commandement de Ridgway, la 8e armée reprit son offensive vers le nord en février et reprit Séoul en mars 1951. Les Chinois subirent de lourdes pertes et durent se replier derrière le 38e parallèle. Devant l'amélioration de la situation militaire, Truman envisagea d'obtenir une paix négociée, mais le 24 mars MacArthur demanda à la Chine de reconnaître sa défaite ; il s'agissait d'un défi à la fois contre les Chinois et face à ses propres supérieurs. La proposition de Truman fut mise en suspens.
Le 5 avril, le représentant Joseph William Martin, Jr., le chef de file des républicains de la Chambre des représentants, lut une lettre de MacArthur critiquant la stratégie de guerre limitée du président Truman. La lettre se terminait par :

« Il est étrange que d'aucuns éprouvent des difficultés à comprendre que c'est ici, en Asie, que les conspirateurs communistes ont choisi de tout faire pour conquérir le monde, et que nous avons riposté au problème ainsi créé sur le champ de bataille ; que c'est ici que nous menons la guerre de l'Europe avec les armes tandis que, là-bas, les diplomates la mènent toujours avec des mots ; que si nous perdons la guerre contre le communisme en Asie, la chute de l'Europe sera inévitable, si nous la gagnons, l'Europe pourra probablement éviter la guerre et néanmoins préserver sa liberté. Comme vous l'avez souligné, nous devons gagner. Il n'y a pas d'alternative à la victoire. »

Truman convoqua le secrétaire à la Défense, George Marshall, le chef d'état-major des armées Omar Bradley, le secrétaire d’État Dean Acheson et Averell Harriman pour discuter de la situation. Les chefs d’États-majors se réunirent le 8 avril et conclurent que MacArthur n'était pas coupable d'insubordination, et que s'il était allé assez loin dans l'application des ordres, il n'avait pas outrepassé sa mission. Ils acceptèrent la suspension de MacArthur, mais sans la recommander. Bien qu'ils aient considéré qu'elle était correcte « d'un point de vue strictement militaire », ils étaient conscients qu'il y avait d'importantes considérations politiques en jeu. Même si Truman et Acheson considéraient que MacArthur était insubordonné, le Comité des chefs d’États-majors évita toute suggestion en ce sens. L'insubordination était un crime et MacArthur aurait pu demander une cour martiale publique similaire à celle de Billy Mitchell dans les années 1930. Le résultat d'un tel procès était incertain et le verdict aurait pu demander qu'il recouvre ses fonctions. Le Comité des chefs d’États-majors admit qu'il y avait « peu de preuves indiquant que le général MacArthur n'aurait pas appliqué un ordre direct du Comité ou agit en opposition à un ordre ». Bradley insista sur le fait que « MacArthur avait appliqué les directives du Comité à l'extrême mais sans les violer. Il avait violé l'ordre présidentiel du 6 décembre [de ne pas faire de déclarations publiques sur des questions politiques], qui lui avait été transmis par le Comité, mais cela ne représentait pas une violation d'un ordre du Comité ». Truman demanda à Ridgway de relever MacArthur de ses fonctions et l'ordre fut transmis le 10 avril, avec la signature de Bradley.
La suspension du célèbre général par l'impopulaire Truman, parce que le général avait communiqué avec le Congrès, entraîna une large controverse et une crise constitutionnelle. Les sondages indiquèrent qu'une majorité d'Américains désapprouvaient cette décision. La cote de popularité de Truman tomba à 23 % au milieu de l'année 1951, ce qui reste encore le plus bas score atteint par un président américain en exercice. Alors que l'impopulaire guerre de Corée se poursuivait, l'administration Truman fut victime d'une série d'affaires de corruption, et le président décida de ne pas se représenter en 1952. Un comité sénatorial présidé par le démocrate Richard Brevard Russell Jr. enquêta sur la suspension de MacArthur. Elle conclut que la « destitution du général MacArthur était en accord avec les pouvoirs constitutionnels du président, mais que les circonstances portèrent un coup à la fierté nationale ».

## Fin de vie

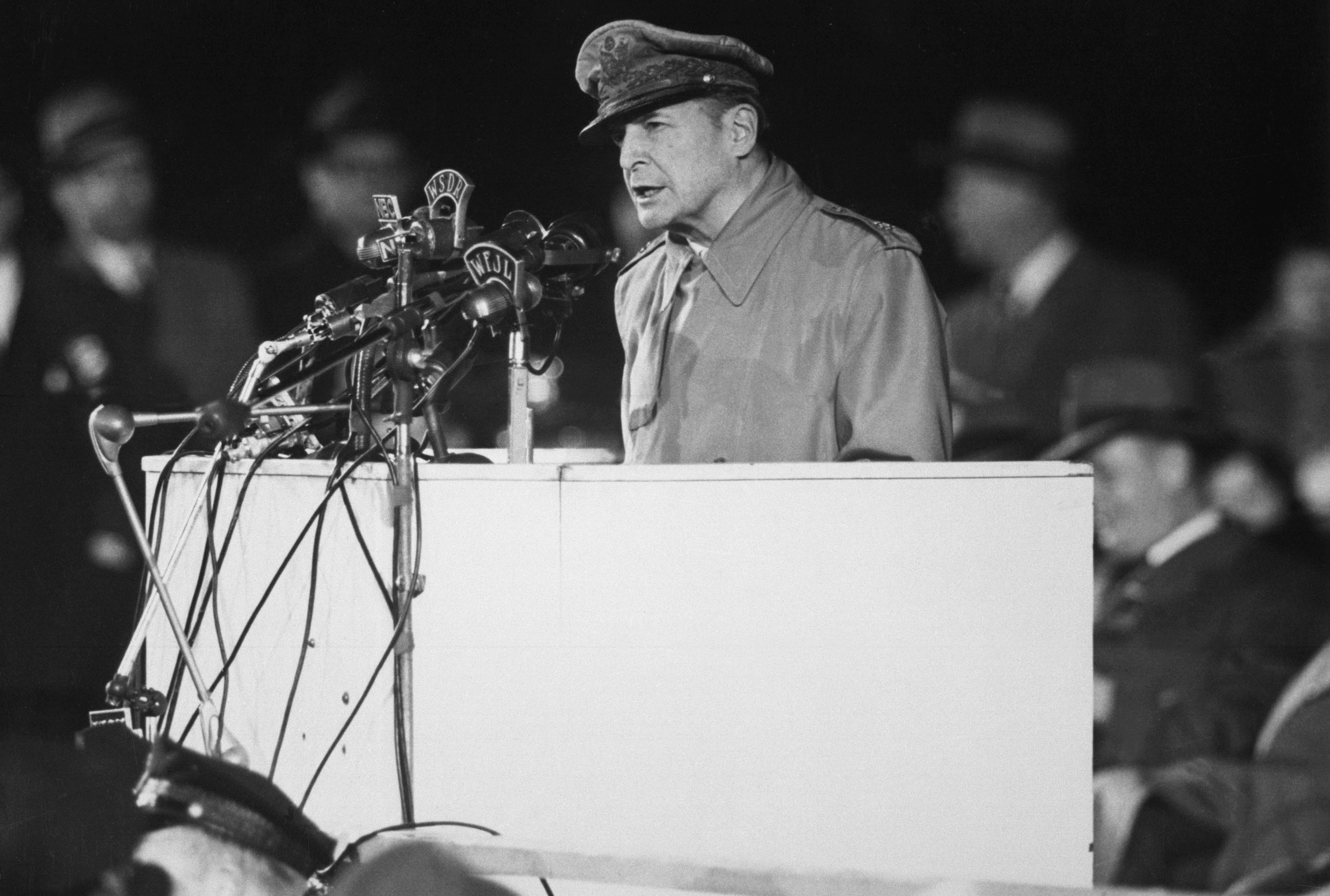
MacArthur faisant un discours dans le Soldier Field de Chicago en 1951.

MacArthur s'envola pour Washington avec sa famille en avril 1951. Il s'agissait de la première visite de son épouse Jean aux États-Unis continentaux depuis 1937 lors de leur mariage et leur fils Arthur IV, à présent âgé de 13 ans, n'était jamais allé en Amérique. MacArthur fit sa dernière apparition officielle lors d'un discours d'adieux au Congrès qui fut interrompu par cinquante ovations. MacArthur termina son monologue par :

« J'achève maintenant ma 52e année de service. Lorsque j'ai rejoint l'armée, avant même le tournant du siècle, il s'agissait de l'accomplissement de tous mes espoirs et rêves d'enfants. Le monde a changé de nombreuses fois depuis que j'ai prêté serment sur la place d'armes de West Point, et les espoirs et les rêves sont depuis longtemps disparus, mais je me souviens encore du refrain de l'une des ballades les plus populaires de cette époque et qui proclamait que « les vieux soldats ne meurent jamais, ils ne font que s'éteindre ». Et comme le vieux soldat de cette ballade, je vais maintenant terminer ma carrière militaire et disparaître - un vieux soldat qui a essayé de faire son devoir puisque Dieu lui avait donné la lumière pour discerner ce devoir. Au revoir »

.
MacArthur connaissait une très forte popularité : un demi-million de personnes se massèrent sur son cortège à San Francisco, sept millions à New York le 20 avril 1951, les spectateurs jetant plus de huit tonnes de confettis à cette occasion. Les rumeurs prétendaient qu’il pourrait se présenter à la présidence mais il ne chercha pas à être candidat. Il soutint le sénateur Robert Taft et fut l’un des principaux orateurs lors de la convention nationale républicaine de 1952. Taft perdit la nomination face à Eisenhower qui remporta largement l'élection de 1952 face à Adlai Stevenson. Une fois élu, Eisenhower consulta MacArthur sur la manière de mettre un terme à la guerre en Corée.
Douglas et Jean MacArthur passèrent leurs dernières années ensemble dans une suite de l'hôtel Waldorf-Astoria. Il fut élu président du conseil d'administration de l'entreprise Remington Rand. Il recevait un salaire de 68 000 $ en plus de son indemnité de 20 000 $ en tant que général de l'armée. Chaque année, le 26 janvier, une réception était organisée pour l'anniversaire du général par son ancien assistant, le major-général Leif J. Sverdrup (en). Lors de la célébration du 80e anniversaire de MacArthur en 1960, de nombreux invités furent choqués par l'état de santé du général. Le lendemain, MacArthur fit un malaise et fut emmené à l'hôpital St. Luke où il fut opéré de la prostate.
Après une période de convalescence, MacArthur se rendit à la Maison-Blanche pour une dernière réunion avec Eisenhower. En 1961, il fit un « voyage sentimental » aux Philippines où le président Carlos P. Garcia lui remit la Légion d'honneur. MacArthur accepta une avance de 900 000 $ de l'éditeur Henry Luce pour les droits de ses mémoires qui furent publiées sous le titre Reminiscences. Des extraits furent publiés sous forme de feuilleton dans le magazine Life peu de temps avant sa mort.
Le président John F. Kennedy sollicita l'avis de MacArthur en 1961. Le premier des deux entretiens eut lieu peu après le débarquement de la baie des Cochons. MacArthur critiqua vertement les conseils militaires donnés à Kennedy, mit en garde le jeune président contre un engagement au Viêt Nam et lui conseilla de donner la priorité aux questions de politique intérieure. Peu avant sa mort, il donna un conseil similaire au président Lyndon B. Johnson.
En 1962, West Point décerna le Sylvanus Thayer Award à un MacArthur de plus en plus affaibli pour son engagement extraordinaire au service de la nation. Le discours d'acceptation de MacArthur aux cadets avait comme thème, Devoir, Honneur, Pays :

« Les ombres s'allongent pour moi. Le crépuscule est arrivé. Mes vieux jours ont disparu avec leurs teintes et leurs sons. Ils s'en sont allés miroiter à travers les rêves des choses qui furent. Leur souvenir est celui d'une beauté merveilleuse arrosée par les larmes, cajolée et caressée par les sourires d'hier. J'écoute en vain, mais d'une oreille assoiffée, la mélodie ensorceleuse des faibles clairons sonnant le réveil, des tambours lointains battant leur long roulement. Dans mes rêves j'entends encore la clameur lointaine des canons et le fracas de la fusillade, étrange et lugubre murmure du champ de bataille. Mais au soir de mon souvenir je reviens à West Point. Toujours sonnent et résonnent : devoir, honneur, pays. Aujourd'hui marque mon dernier appel avec vous. Mais je veux que vous sachiez que lorsque je traverserai le fleuve, mes dernières pensées seront celles du corps, et du corps, et du corps  Je vous fais mes adieux. »

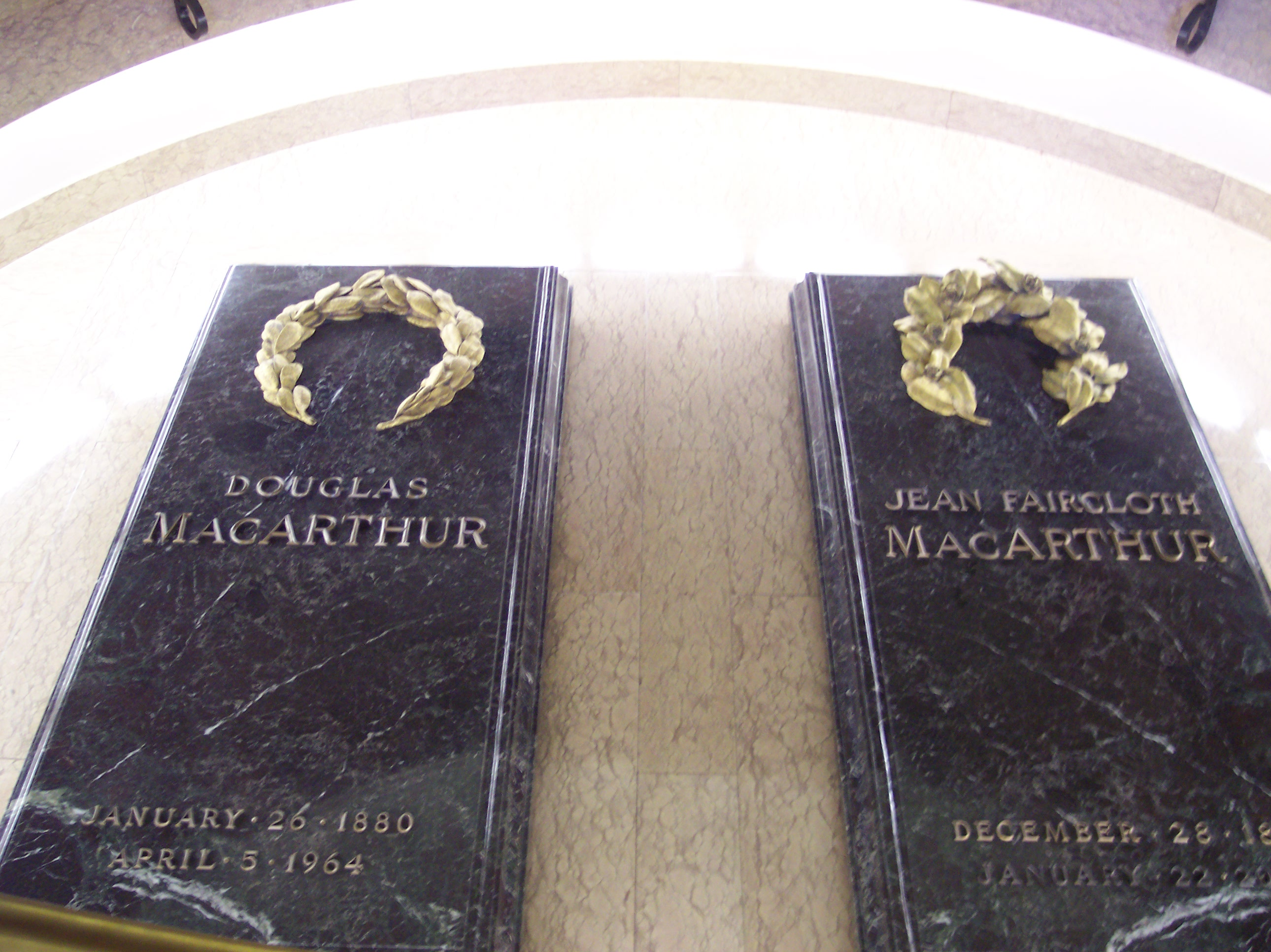
Sarcophage de MacArthur dans le Mémorial MacArthur de Norfolk en Virginie.

Douglas MacArthur mourut d'une cirrhose biliaire primitive à l'hôpital Walter Reed de Washington le 5 avril 1964. Kennedy avait autorisé des obsèques nationales et Johnson confirma la directive en ordonnant qu'il soit inhumé « avec tous les honneurs qu'une nation reconnaissante puisse conférer à un héros défunt ». Le 7 avril, le corps de MacArthur fut emmené par train jusqu'à Union Station puis transporté jusqu'au Capitole. Environ 150 000 personnes défilèrent devant sa dépouille. Le cercueil fut ensuite inhumé dans la rotonde du Mémorial Douglas MacArthur à Norfolk en Virginie.
En 1960, le maire de Norfolk avait proposé d'organiser une collecte de fonds auprès du public pour transformer l'ancien palais de justice de la ville en un mémorial pour le général MacArthur et pour accueillir ses documents, ses décorations et ses souvenirs. Restauré, le bâtiment abrite neuf galeries retraçant la carrière militaire du général. Au cœur du mémorial se trouve une rotonde avec une crypte circulaire accueillant deux sarcophages de marbre, un pour MacArthur et le second pour Jean, qui continua de vivre dans la suite du Waldorf jusqu'à sa mort en 2000.

## Œuvres
- (en) Douglas MacArthur et Frank C Waldrop (dir.), MacArthur on War, New York, Duell, Sloan and Pearce, 1942, 419 p. (OCLC 1163286)
- (en) Douglas MacArthur, Revitalizing a Nation; a Statement of Beliefs, Opinions, and Policies Embodied in the Public Pronouncements of Douglas MacArthur, Chicago, Heritage Foundation, 1952 (OCLC 456989)
- (en) Douglas MacArthur, Reminiscences, New York, McGraw-Hill, 1964 (OCLC 562005)
- (en) Douglas MacArthur et Vorin E. Whan Jr (dir.), A Soldier Speaks; Public Papers and Speeches of General of the Army, Douglas MacArthur, New York, Praeger, 1965, 367 p. (OCLC 456849)
- (en) Douglas MacArthur, Courage was the Rule : General Douglas MacArthur's Own Story, New York, McGraw-Hill, 1965 (OCLC 1307481)
- (en) Douglas MacArthur, Duty, Honor, Country; a Pictorial Autobiography, New York, McGraw-Hill, 1965, 1re éd. (OCLC 1342695)
- (en) Douglas MacArthur et Charles A Willoughby (dir.), Reports of General MacArthur, Washington, U.S. Government Printing Office, 1966, 4 Volumes (OCLC 407539)
- Douglas MacArthur Dans la guerre du Pacifique et autres histoires de ma vie Nouveau Monde Éditions, Paris, 2020, 320 p.  (ISBN 978-2380940688)

## Récompenses et honneurs
Au cours de sa vie, MacArthur reçut plus d'une centaine de décorations militaires américaines et d'autres pays dont la Medal of Honor, la Légion d'honneur et la croix de guerre françaises, l'ordre de la Couronne d'Italie, l'ordre d'Orange-Nassau hollandais, l'ordre du Bain australien et l'ordre du Soleil levant japonais.

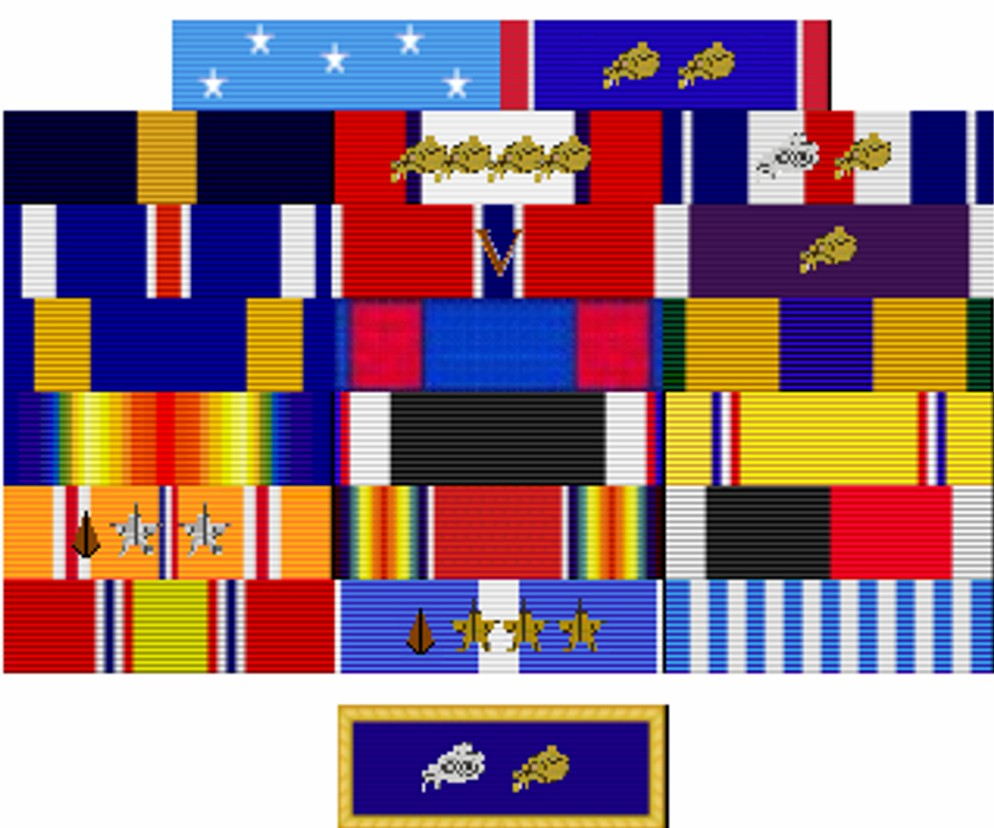
Récompenses et médailles américaines reçues par MacArthur telles qu'elles apparaîtraient aujourd'hui.

| Grade                                              | Date de promotion | Insigne               |
| -------------------------------------------------- | ----------------- | --------------------- |
| Sous-lieutenant                                    | 11 juin 1903      | pas d'insigne en 1903 |
| Premier-lieutenant                                 | 23 avril 1904     |                       |
| Capitaine                                          | 27 février 1911   |                       |
| Major                                              | 11 décembre 1915  |                       |
| Colonel                                            | 5 août 1917       |                       |
| Général de brigade (provisoire)                    | 26 juin 1918      |                       |
| Général de brigade (permanent)                     | 20 janvier 1920   |                       |
| Major-général                                      | 17 janvier 1925   |                       |
| Général (grade temporaire au sein de l'état-major) | 21 novembre 1930  |                       |
| Major-général                                      | 1er octobre 1935  |                       |
| Général (retraite)                                 | 31 décembre 1937  |                       |
| Major-général (retour au service actif)            | 26 juillet 1941   |                       |
| Lieutenant-général                                 | 27 juillet 1941   |                       |
| Général                                            | 18 décembre 1941  |                       |
| Général de l'armée (provisoire)                    | 18 décembre 1944  |                       |
| Général de l'armée (permanent)                     | 23 mars 1946      |                       |

### Décorations militaires des États-Unis

#### Décorations individuelles
| | Medal of Honor                                                           |
| Bronze oak leaf cluster · Bronze oak leaf cluster                                                     | Distinguished Service Cross avec deux feuilles de chêne en bronze        |
| Bronze oak leaf cluster · Bronze oak leaf cluster · Bronze oak leaf cluster · Bronze oak leaf cluster | Army Distinguished Service Medal avec quatre feuilles de chêne en bronze |
| | Navy Distinguished Service Medal                                         |

| Silver oak leaf cluster · Bronze oak leaf cluster | Silver Star avec six feuilles de chêne, représentées par une en argent et une en bronze |
|                                                   | Distinguished Flying Cross                                                              |
| V                                                 | Bronze Star et "V" Device                                                               |
| Bronze oak leaf cluster                           | Purple Heart avec une feuilles de chêne en bronze                                       |
|                                                   | Air Medal                                                                               |

#### Distinctions d'unité
| Silver oak leaf cluster · Bronze oak leaf cluster | Presidential Unit Citation avec six feuilles de chêne, représentées par une en argent et une en bronze |

#### Distinctions de service
|                                                                     | Philippine Campaign Medal |
|                                                                     | Mexican Service Medal |
| Bronze star · Bronze star · Bronze star · Bronze star · Bronze star | World War I Victory Medal avec cinq étoiles de service en bronze (Aisne-Marne, Champagne-Marne, St. Mihiel, Meuse-Argonne et "Defensive Sector") |
|                                                                     | Army of Occupation of Germany Medal |
| Bronze star                                                         | American Defense Service Medal avec agrafe "Foreign Service"                                                                                     |
| Arrowhead · Silver star · Silver star                               | Asiatic-Pacific Campaign Medal avec deux étoiles de service en argent et "arrowhead device"                                                      |
|                                                                     | World War II Victory Medal |
|                                                                     | Army of Occupation Medal avec agrafe "Japan" |
| Bronze star                                                         | National Defense Service Medal (éligible à titre posthume pour la Bronze Star)                                                                   |
| Arrowhead · Bronze star · Bronze star · Bronze star                 | Korean Service Medal avec trois étoiles de service en bronze et "arrowhead device"                                                               |

### Ordres et décorations étrangères
Belgique
|  | Grand cordon de l'ordre de Léopold   |
|  | Croix de guerre 1940-1945 avec palme |

France
| Grand-croix de la Légion d'honneur                     |
| Croix de guerre 1914–1918 avec palme et étoile vermeil |
| Croix de guerre 1939-1945 avec palme                   |

ONU
 Médaille des Nations unies pour la Corée

## Postérité

### Héritage et hommages
Les réformes de MacArthur à West Point furent rapidement annulées. Son concept du rôle du soldat englobant la gestion des affaires civiles fut ignoré par la majorité de ceux qui combattirent en Europe et qui voyaient leur mission comme étant principalement la lutte contre l'Union soviétique. Sa suspension eut cependant des effets durables sur les relations entre civils et militaires aux États-Unis. Lorsque Lyndon Johnson rencontra le général William Westmoreland à Honolulu en 1966, il lui dit : « Général, j'ai misé lourd sur vous, j'espère que vous ne me la ferez pas à la MacArthur ». La suspension de MacArthur « laissa un fort sentiment public que dans les questions de guerre et de paix, le militaire s'y connait mieux ». Interrogé sur MacArthur, Blamey dit « les meilleures et les pires choses que vous entendez à son sujet sont aussi vraies les unes que les autres ».
MacArthur reste un personnage controversé et énigmatique. Il a souvent été représenté comme un réactionnaire même s'il fut, à de nombreux égards, en avance sur son temps. Il défendit une approche progressiste de la reconstruction de la société japonaise en avançant que toutes les occupations se finissent toujours mal pour l'occupant et l'occupé. Il affirma que la Corée du Nord et la Chine n'étaient pas de simples marionnettes de l'Union soviétique et que l'avenir se trouvait en Extrême-Orient. Il était ainsi à l'opposé de la vision dominante de la guerre froide tout en rejetant implicitement les notions contemporaines de supériorité raciale. Il traita toujours les dirigeants philippins et japonais avec le respect dû à des égaux. Sa réticence à raser Manille par des bombardements aériens fut considérée comme démodée par la génération endurcie de la Seconde Guerre mondiale.
MacArthur fut extrêmement populaire auprès du public. De nombreux bâtiments, rues et parcs furent nommés d'après lui, comme le MacArthur Park à Los Angeles. La récompense MacArthur du collège militaire royal du Canada à Kingston en Ontario est décerné aux cadets ayant démontré une aptitude au commandement extraordinaire.

### Dans la culture

#### Cinéma
- Guérillas (1950), il est interprété par Robert Barrat
- Johnny le petit jet (1953), acteur non crédité
- Condamné au silence (1955), il est interprété par Dayton Lummis
- MacArthur, le général rebelle (1977), il est interprété par Gregory Peck
- Inchon (1981), il est interprété par Laurence Olivier
- Shôsetsu Yoshida gakko (ja) (1983), il est interprété par Rick Jackson
- Truman (1995), il est interprété par Daniel von Bargen
- L'Honneur de la cavalerie (en) (1995), il est interprété par James Sikking
- La République (en) (1998), il est interprété par İstemi Betil (tr)
- Le Soleil (2005), il est interprété par Robert Dawson
- Crimes de guerre (2012), il est interprété par Tommy Lee Jones
- Memories of War (2016), il est interprété par Liam Neeson
- La Bataille du lac Changjin (2020), il est interprété par James Filbird

#### Télévision

##### Téléfilm
- Collision Course : Truman vs MacArthur (en) (1976), il est interprété par Henry Fonda

##### Séries télévisées
- Les têtes brûlées, saison 1, épisode 7, il est interprété par Harry Fleer (en)
- Korea : The Unknown War (1988), il est interprété par Charlton Heston
- The Korean War (2001), il est interprété par Frank Novak

### Articles
- (en) Roger M. Anders, « The Atomic Bomb and the Korean War : Gordon Dean and the Issue of Civilian Control », Military Affairs, Lexington, Virginia, Society for Military History, vol. 52, no 1,‎ janvier 1988, p. 1-6 (DOI 10.2307/1988372, JSTOR 1988372). .
- (en) Roger Dingman, « Atomic Diplomacy during the Korean War », International Security, Cambridge, Massachusetts, The MIT Press, vol. 13, no 3,‎ 1988-1989, p. 50-91 (DOI 10.2307/2538736, JSTOR 2538736). .
- (en) Peter Lowe, « An Ally and a Recalcitrant General : Great Britain, Douglas MacArthur and the Korean War, 1950-1 », The English Historical Review, Oxford, Oxford University Press, vol. 105, no 416,‎ juillet 1990, p. 624-653 (JSTOR 570755). .
- (en) David W. Lutz, « The Exercise of Military Judgment : A Philosophical Investigation of The Virtues And Vices of General Douglas MacArthur », Journal of Power and Ethics, no 1,‎ janvier 2000.
- (en) Carol M. Petillo, « Douglas MacArthur and Manuel Quezon : A Note on an Imperial Bond », Pacific Historical Review, University of California Press, vol. 48, no 1,‎ février 1979, p. 107-117 (JSTOR 3638940). .

### Ouvrages
- (en) Daniel E. Barbey, MacArthur's Amphibious Navy : Seventh Amphibious Force operations, 1943-1945, Annapolis, Maryland, United States Naval Institute, 1969 (OCLC 52066).
- (en) William H. Bartsch, 8 December 1941 : MacArthur's Pearl Harbor, College Station, Texas, Texas A&M University Press, 2003, 557 p. (ISBN 1-58544-246-1).
- (en) Herbert Bix, Hirohito and the Making of Modern Japan, New York, Harper Collins, 2000, 816 p. (ISBN 0-06-019314-X).
- (en) Hugh J. Casey, Volume IV : Amphibian Engineer Operations, Washington, Government Printing Office, coll. « Engineers of the Southwest Pacific 1941-1945 », 1959 (OCLC 220327009). .
- (en) Steven Casey, Selling the Korean War : Propaganda, Politics and Public Opinion, Oxford, Oxford University Press, 2008, 488 p. (ISBN 978-0-19-971917-4, lire en ligne). .
- (en) Richard Connaughton, David Pimlott et Duncan Anderson, The Battle for Manila, Londres, Bloomsbury, 1995 (ISBN 0-7475-3709-7). .
- (en) John Costello, The Pacific War, New York, Rawson, Wade, 1981, 742 p. (ISBN 0-89256-206-4). .
- (en) Wesley Frank Craven et James Lea Cate, Vol. I, Plans and Early Operations, Chicago, University of Chicago Press, coll. « The Army Air Forces in World War II », 1948 (OCLC 9828710, lire en ligne). .
- (en) Stephen A. Danner, The Truman-MacArthur Tug of War : A Lingering Aftermath, Maxwell Air Force Base, Alabama, Air War College, 1993 (OCLC 50988290, lire en ligne). .
- (en) David Dexter, The New Guinea Offensives, Canberra, Australian War Memorial, coll. « Australia in the War of 1939-1945 », 1961 (OCLC 2028994, lire en ligne). .
- (en) John Dower, Embracing Defeat : Japan in the Wake of World War II, New York, W. W. Norton & Company, 1999, 676 p. (ISBN 978-0-393-32027-5). .
- (en) Edward J. Drea, MacArthur's ULTRA : Codebreaking and the War Against Japan, 1942-1945, Lawrence, Kansas, University Press of Kansas, 1992, 296 p. (ISBN 0-7006-0504-5). .
- (en) Edward Drea, Greg Bradsher, Robert Hanyok, James Lide, Michael Petersen et Daqing Yang, Researching Japanese War Crimes Records, Washington, National Archives and Records Administration, 2006 (ISBN 1-880875-28-4). .
- (en) Bernard K. Duffy et Ronald H. Carpenter, Douglas MacArthur : Warrior as Wordsmith, Westport, Connecticut, Greenwood Press, 1997, 223 p. (ISBN 0-313-29148-9, lire en ligne)
- (en) Byron Farwell, Over There : The United States in the Great War, 1917-1918, New York, W.W. Norton & Company, 1999, 336 p. (ISBN 0-393-04698-2).
- (en) Robert H. Ferrell, The Question of MacArthur's Reputation : Côte-de-Châtillon October 14-16, 1918, Columbia, Missouri, University of Missouri Press, 2008, 111 p. (ISBN 978-0-8262-1830-8). .
- (en) Richard B. Frank, MacArthur, New York, Palgrave Macmillan, coll. « Great Generals Series », 2007, 198 p. (ISBN 978-1-4039-7658-1). .
- (en) Harry A. Gailey, MacArthur's Victory : The War in New Guinea, 1943-1944, New York, Presidio Press, 2004, 292 p. (ISBN 0-345-46386-2). .
- (en) Hal Gold, Unit 731 Testimony : Japan's Wartime Human Experimentation Program, Boston, Tuttle, 1996, 256 p. (ISBN 0-8048-3565-9). .
- (en) David Halberstam, The Coldest Winter : America and the Korean War, New York, Hyperion, 2007, 719 p. (ISBN 978-1-4013-0052-4 et 1-4013-0052-9). .
- (en) Grace P. Hayes, The History of the Joint Chiefs of Staff in World War II : The War Against Japan, Annapolis, United States Naval Institute, 1982, 964 p. (ISBN 0-87021-269-9). .
- (en) John Hetherington, Blamey, Controversial Soldier : a Biography of Field Marshal Sir Thomas Blamey, Canberra, Australian War Memorial, 1973 (ISBN 0-9592043-0-X). .
- (en) E. T. Imparato, General MacArthur : Speeches and Reports 1908-1964, Paducah, Kentucky, Turner Pub, 2000 (ISBN 1-56311-589-1). .
- (en) D. Clayton James, The Years of MacArthur, vol. 1 : 1880-1941, Boston, Houghton Mifflin, 1970 (ISBN 0-395-10948-5). .
- (en) D. Clayton James, The Years of MacArthur, vol. 2 : 1941-1945, Boston, Houghton Mifflin, 1975, 939 p. (ISBN 0-395-20446-1). .
- (en) D. Clayton James, The Years of MacArthur, vol. 3 : Triumph and Disaster 1945-1964, Boston, Houghton Mifflin, 1985, 848 p. (ISBN 0-395-36004-8). .
- (en) George C. Kenney, General Kenney Reports : A Personal History of the Pacific War, New York, Duell, Sloan and Pearce, 1949 (ISBN 0-912799-44-7, lire en ligne). .
- (fr) François Kersaudy, MacArthur : l'enfant terrible de l'US Army, Paris, Perrin, 2014, 443 p. (ISBN 978-2-262-04127-4).
- (en) William M. Leary, We Shall Return! : MacArthur's Commanders and the Defeat of Japan, 1942-1945, Lexington, Kentucky, University Press of Kentucky, 1988, 305 p. (ISBN 978-0-8131-9105-8, lire en ligne).
- (en) William M. Leary, MacArthur and the American Century : A Reader, Lincoln, University of Nebraska Press, 2001 (ISBN 0-8032-2930-5). .
- (en) Gavin Merrick Long, MacArthur as Military Commander, Londres, Batsford, 1969, 244 p. (ISBN 978-0-938289-14-2).
- (en) Richard Lowitt, The Truman-MacArthur Controversy, Chicago, Rand McNally, 1967 (ISBN 978-0-528-66344-4).
- (en) Jay Luvaas, Dear Miss Em : General Eichelberger's war in the Pacific, 1942-1945, Westport, Connecticut, Greenwood Press, 1972 (ISBN 0-8371-6278-5). .
- (en) Douglas MacArthur, Reminiscences of General of the Army Douglas MacArthur, Annapolis, Bluejacket Books, 1964, 438 p. (ISBN 1-55750-483-0)
- (en) William Manchester, American Caesar : Douglas MacArthur 1880-1964, Boston, Little, Brown, 1978, 960 p. (ISBN 0-440-30424-5). .
- (en) Dudley McCarthy, South-West Pacific Area-First Year : Kokoda to Wau, Canberra, Australian War Memorial, coll. « Australia in the War of 1939-1945 », 1959 (OCLC 6152102, lire en ligne). .
- (en) Phillip S. Meilinger, Hoyt S. Vandenberg, the Life of a General, Bloomington, Indiana, Indiana University Press, 1989, 279 p. (ISBN 0-253-32862-4). .
- (en) Samuel Milner, Victory in Papua, Washington, United States Department of the Army, coll. « United States Army in World War II », 1957, 432 p. (ISBN 1-4102-0386-7, lire en ligne). .
- (en) Samuel Eliot Morison, Breaking the Bismarcks Barrier: 22 July 1942-1 May 1944, Boston, Little, Brown and Company, coll. « History of United States Naval Operations in World War II », 1950, 463 p. (ISBN 0-7858-1307-1). .
- (en) Louis Morton, The Fall of the Philippines, Washington, United States Department of the Army, coll. « United States Army in World War II », 1953, 648 p. (ISBN 1-4102-1696-9, lire en ligne). .
- (en) B. Mossman et M. W. Stark, The Last Salute : Civil and Military Funeral, 1921-1969, Washington, United States Department of the Army, 1991 (lire en ligne). .
- (en) Michael D. Pearlman, Truman & MacArthur : Policy, Politics, and the Hunger for Honor and Renown, Bloomington, Indiana University Press, 2008 (ISBN 978-0-253-35066-4 et 0-253-35066-2). .
- (en) Geoffrey Perret, Old Soldiers Never Die : The Life of Douglas MacArthur, New York, Random House, 1996, 663 p. (ISBN 0-679-42882-8). .
- (en) Carol M. Petillo, MacArthur : The Philippine Years, Bloomington, Indiana University Press, 1981 (ISBN 0-253-11248-6). .
- (en) Matthew R. Pettinger, Held to a Higher Standard : The Downfall of Admiral Kimmel, Fort Leavenworth, Kansas, US Army Command and General Staff College, 2003 (OCLC 465214958, lire en ligne). .
- (en) Eugene L. Rasor, General Douglas MacArthur, 1880-1964 : Historiography and Annotated Bibliography, Westport, Connecticut, Greenwood Press, 1994, 217 p. (ISBN 978-0-313-28873-9).
- (en) Weldon E. Rhoades, Flying MacArthur to Victory, College Station, Texas, Texas A & M University Press, 1987 (ISBN 0-585-17430-X). .
- (en) Paul P. Rogers, The Good Years : MacArthur and Sutherland, New York, Praeger Publishers, 1990 (ISBN 0-275-92918-3). .
- (en) Paul P. Rogers, The Bitter Years : MacArthur and Sutherland, New York, Praeger Publishers, 1991, 348 p. (ISBN 0-275-92919-1). .
- (en) Rowman et Littlefield, Dear General MacArthur : Letters from the Japanese During the American Occupation, Lanham, Maryland, Rowman & Littlefield Publishers, 1964, 306 p. (ISBN 0-7425-1115-4).
- (en) Michael Schaller, Douglas MacArthur : The Far Eastern General, New York, Oxford University Press, 1964, 332 p. (ISBN 0-7351-0354-2, OCLC 18325485).
- (en) Michael Schaller, The American Occupation of Japan : The Origins of the Cold War in Asia, New York, Oxford University Press, 1985, 351 p. (ISBN 0-19-503626-3). .
- (en) James F Schnabel, Policy and Direction : the First Year, Washington, US Government Printing Office, coll. « United States Army in the Korean War », 1972 (OCLC 595249, lire en ligne). .
- (en) Howard B. Schonberger, Aftermath of War : Americans and the Remaking of Japan, 1945-1952, Kent, Ohio, Kent State University Press, coll. « American Diplomatic History », 1989, 347 p. (ISBN 978-0-87338-382-0, lire en ligne).
- (en) Hearings, 82d Congress, 1st session Senate Committees on Armed Services and Foreign Relations, Military Situation in the Far East, Washington, US Government Printing Office, 1951 (OCLC 4956423, lire en ligne). .
- (en) Shelby L. Stanton, America's Tenth Legion : X Corps in Korea, 1950, Novato, Californie, Presidio, 1989, 342 p. (ISBN 0-89141-258-1).
- (en) Stephen Taaffe, MacArthur's Jungle War : The 1944 New Guinea Campaign, Lawrence, Kansas, University Press of Kansas, 1998, 312 p. (ISBN 0-7006-0870-2). .
- (en) Robert G. Torricelli, Andrew Carroll et Doris Kearns Goodwin, In Our Own Words : Extraordinary Speeches of the American Century, Paw Prints, 2008, 450 p. (ISBN 978-1-4395-6895-8). .
- (en) David J. Valley, Gaijin Shogun : General Douglas MacArthur, Stepfather of Postwar Japan, Sektor Company, 2000, 176 p. (ISBN 0-9678175-2-8). .
- (en) Dennis D. Wainstock, Truman, MacArthur, and the Korean War, Westport, Connecticut, Greenwood Press, coll. « Contributions in Military Studies », 1999, 186 p. (ISBN 978-0-313-30837-6, lire en ligne).
- (en) MacArthur's war : Korea and the undoing of an American hero, New York, Free Press, 2000, 385 p. (ISBN 0-684-83419-7).
- (en) Charles A. Willoughby, Japanese Operations in the Southwest Pacific Area Volume II : Part I, Washington, United States Government Printing Office, coll. « Reports of General MacArthur », 1966 (OCLC 482111659, lire en ligne). .
- (en) Robert Wolfe, Americans as Proconsuls : United States Military Government in Germany and Japan, 1944-1952, Carbondale, Illinois, Southern Illinois University Press, 1984 (ISBN 978-0-8093-1115-6).

### Ressources et notices
- Ressources relatives à la musique :   - Discography of American Historical Recordings
  - Discogs
  - MusicBrainz
- Ressources relatives à la vie publique :   - C-SPAN
  - Documents diplomatiques suisses 1848-1975
- Ressource relative à la bande dessinée :   - Comic Vine
- Ressource relative aux beaux-arts :   - British Museum
- Ressource relative aux militaires :   - TracesOfWar
- Ressource relative à l'audiovisuel :   - IMDb
- Ressource relative au sport :   - Olympedia
- Notices dans des dictionnaires ou encyclopédies généralistes :   - 1914-1918-Online
  - American National Biography
  - Australian Dictionary of Biography
  - Britannica
  - Brockhaus
  - CALS Encyclopedia of Arkansas
  - Den Store Danske Encyklopædi
  - Deutsche Biographie
  - Dizionario di Storia
  - Gran Enciclopèdia Catalana
  - Hrvatska Enciklopedija
  - Internetowa encyklopedia PWN
  - Nationalencyklopedin
  - Munzinger
  - Store norske leksikon
  - Treccani
  - Universalis
  - Visuotinė lietuvių enciklopedija
- Notices d'autorité :   - VIAF
  - ISNI
  - BnF (données)
  - IdRef
  - LCCN
  - GND
  - Italie
  - Japon
  - CiNii
  - Espagne
  - Belgique
  - Pays-Bas
  - Pologne
  - Israël
  - NUKAT
  - Catalogne
  - Vatican
  - Australie